# Szlovákia magyar emlékei, látnivalói

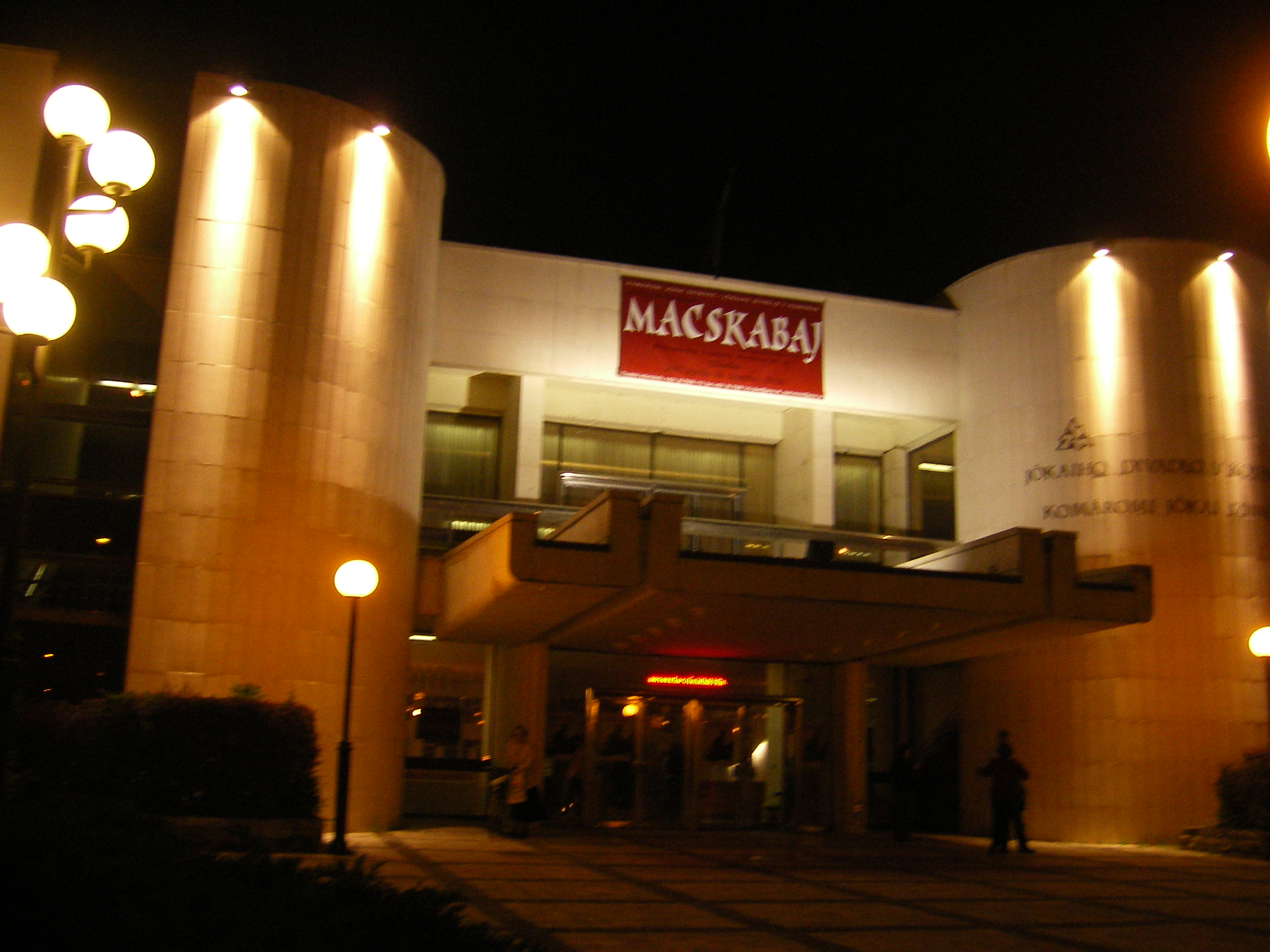
A magyar nyelvű Komáromi Jókai Színház

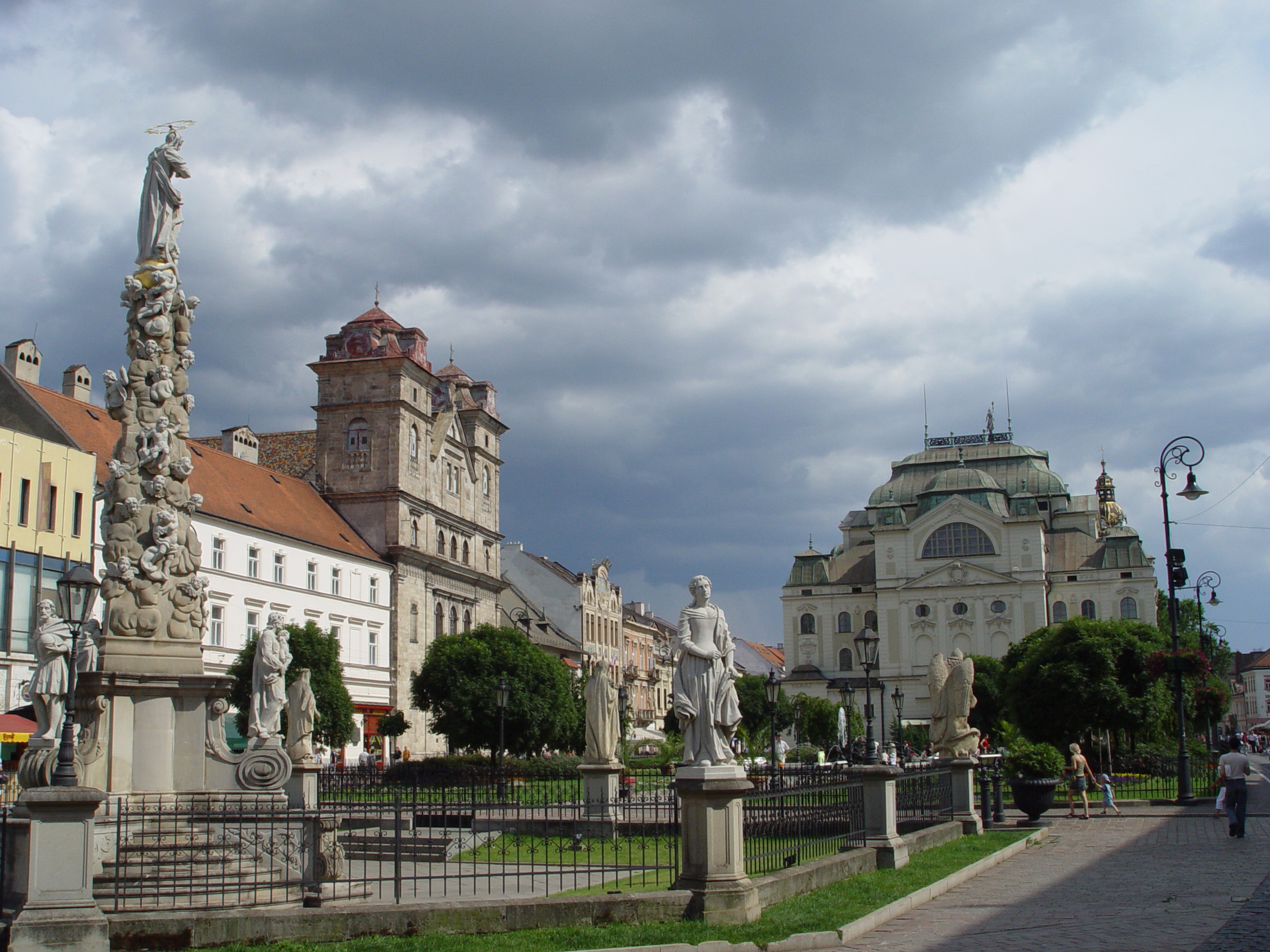
Kassa főtere

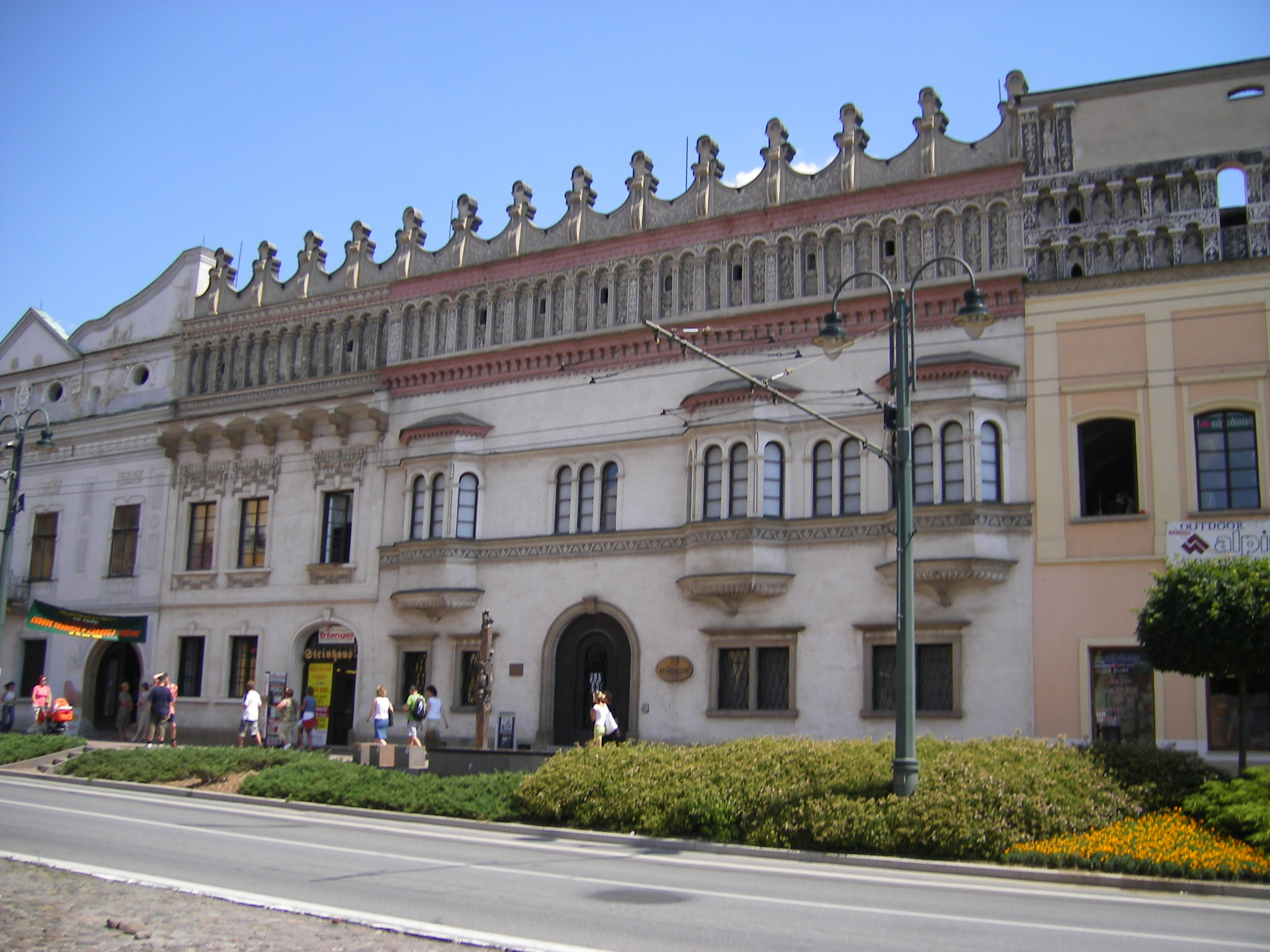
Az eperjesi Rákóczi-ház

Ez a szócikk Szlovákia legfontosabb magyar történelmi emlékeit, valamint a szlovákiai magyarság kulturális életéhez, művészetéhez, néphagyományaihoz kötődő látnivalókat mutatja be terület és téma szerinti csoportosításban.

## Látnivalók terület szerint

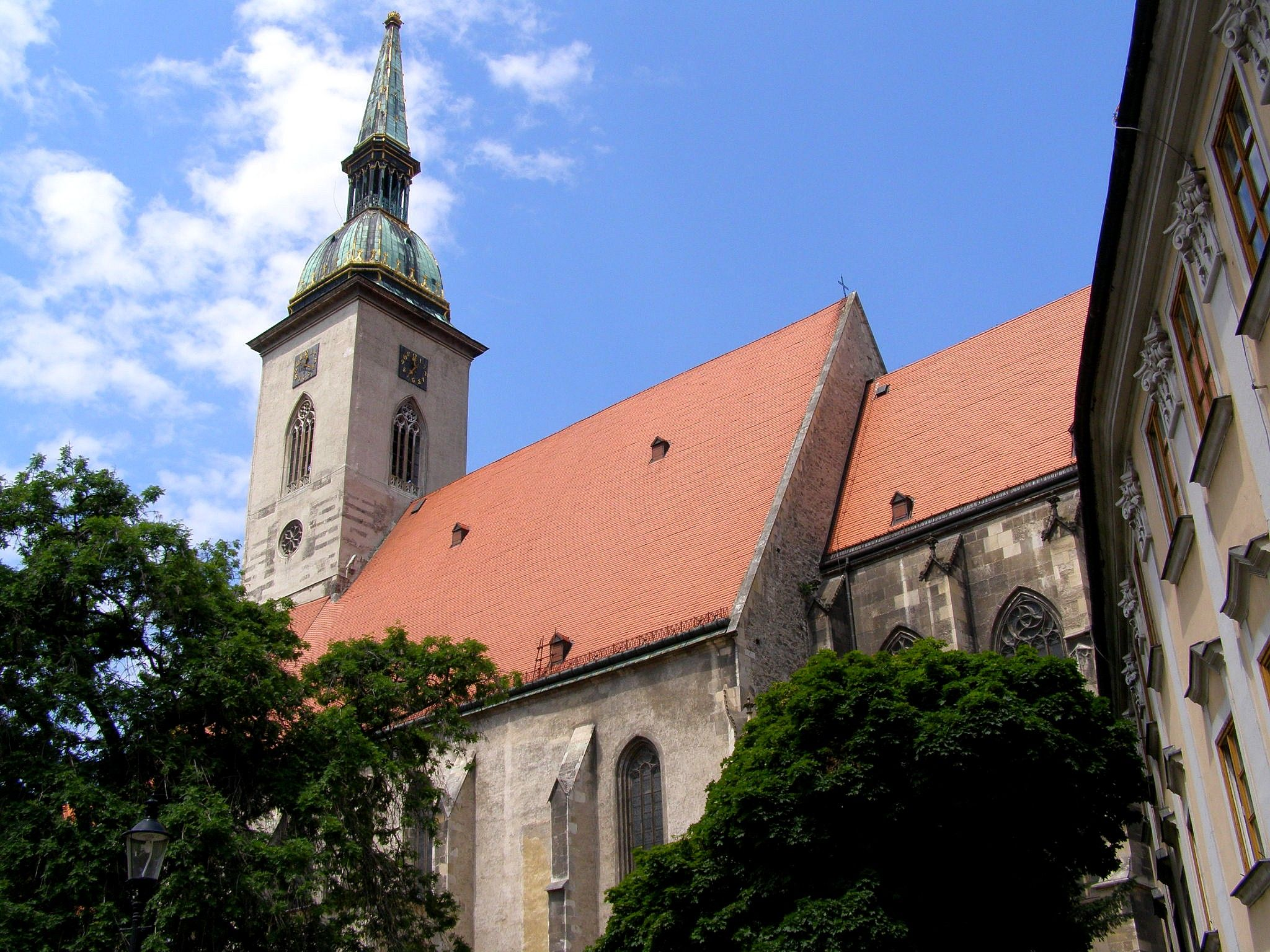
Pozsony: a Szent Márton-dóm

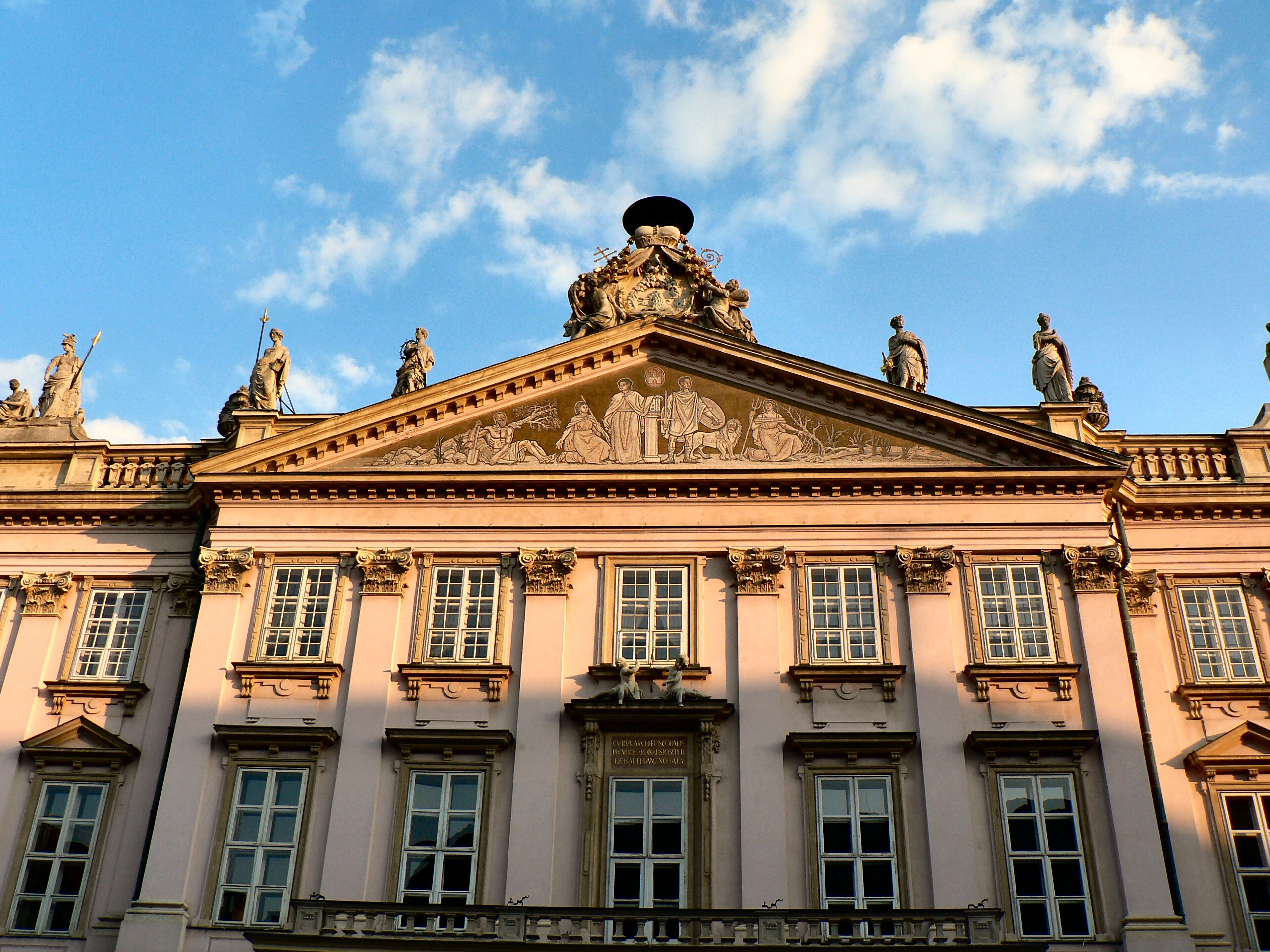
A pozsonyi Prímási Palota

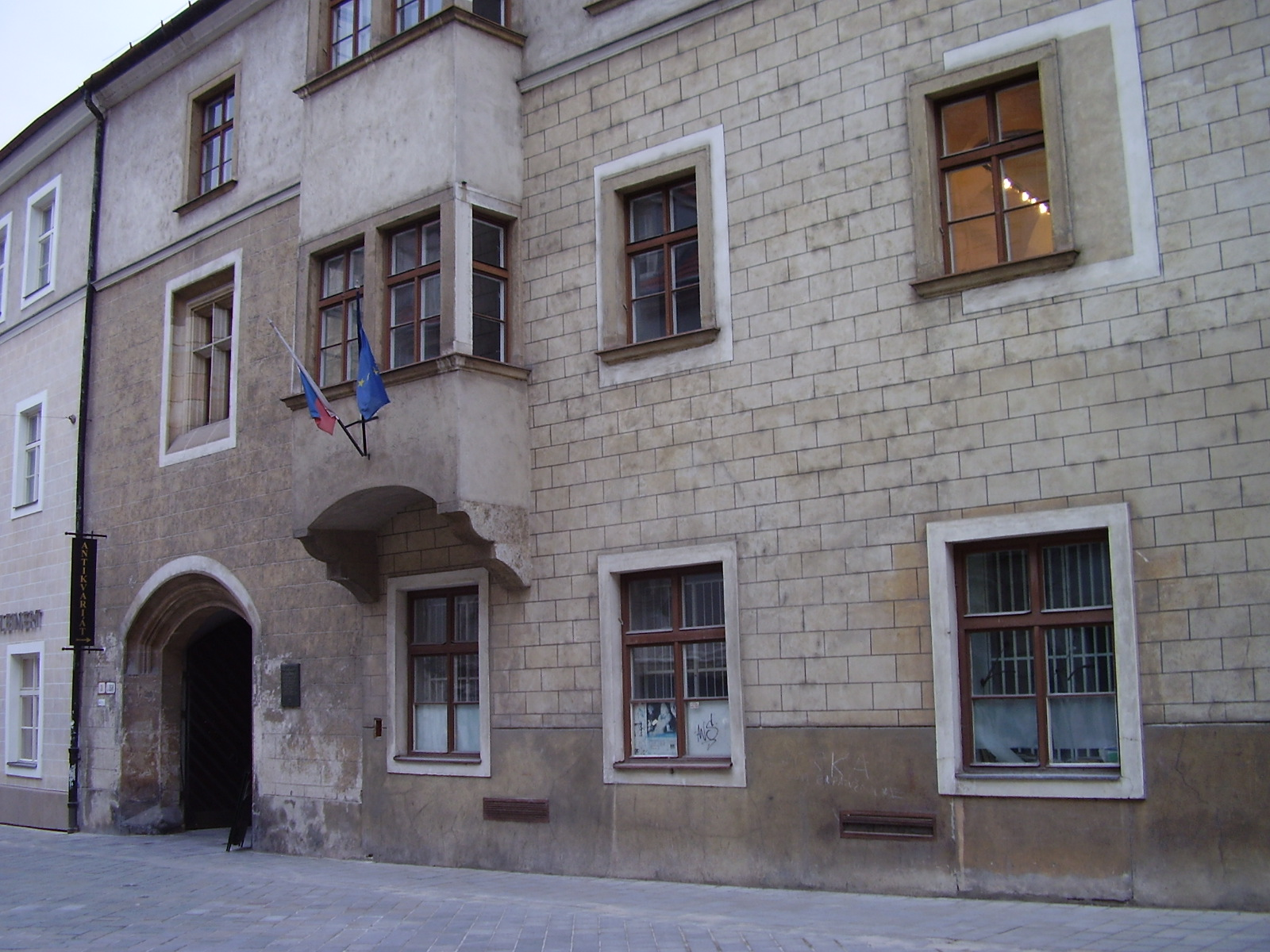
Itt működött az Academia Istropolitana, Mátyás király egyeteme

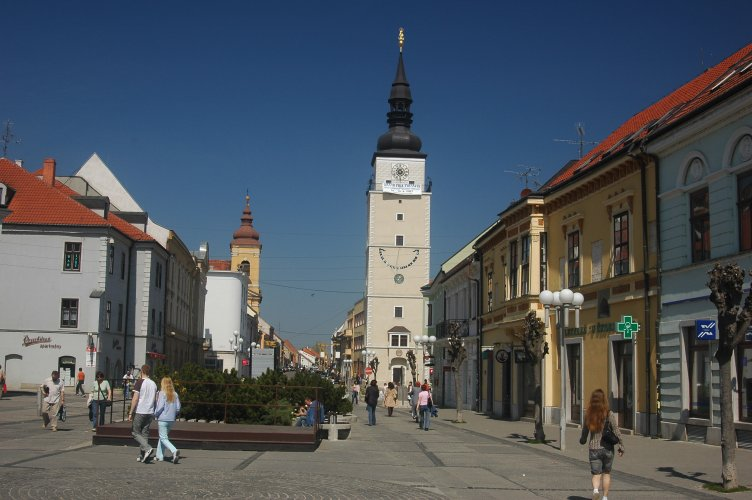
Nagyszombati utcakép a Tűztoronnyal

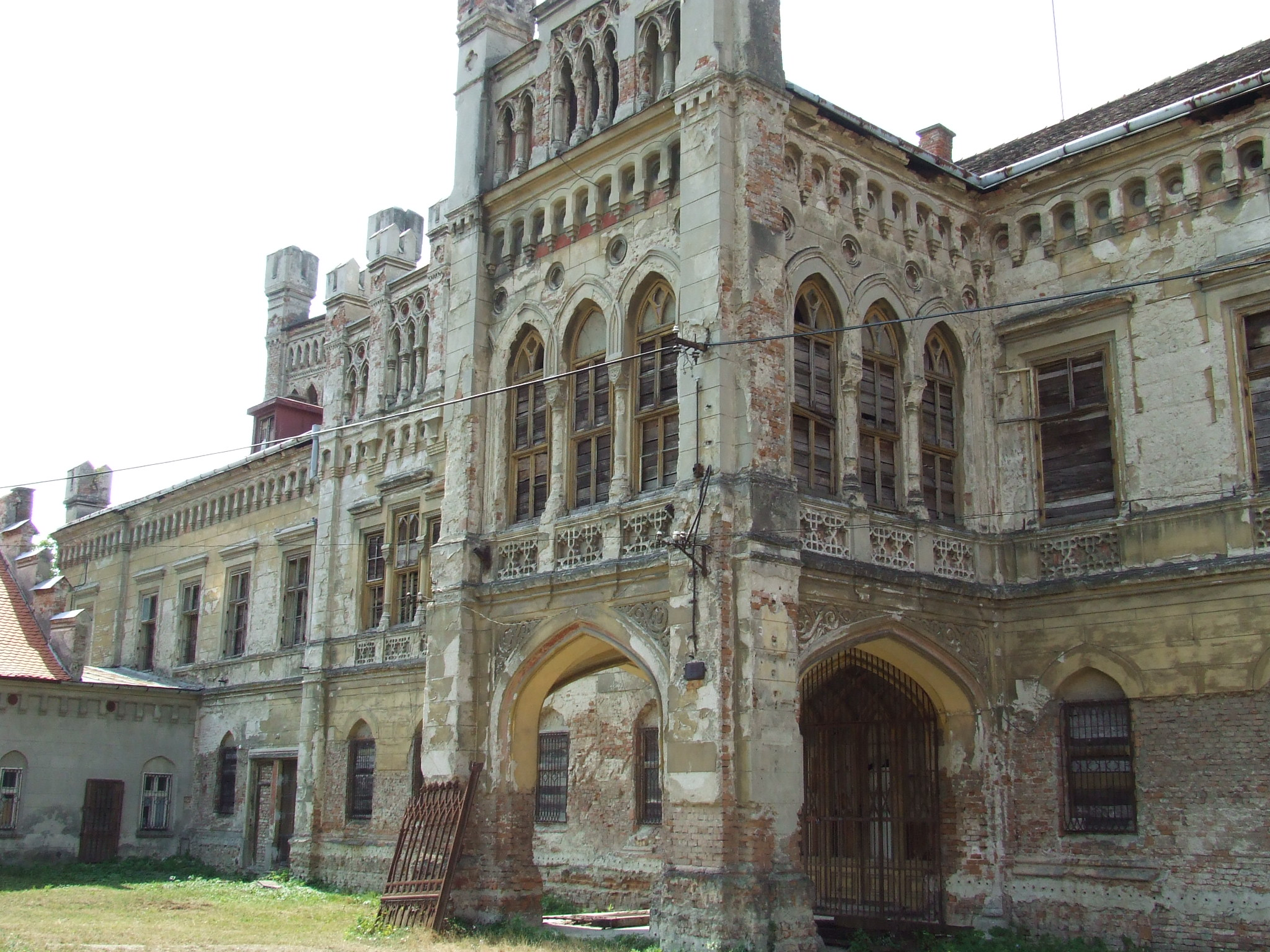
A galántai Esterházy-kastély

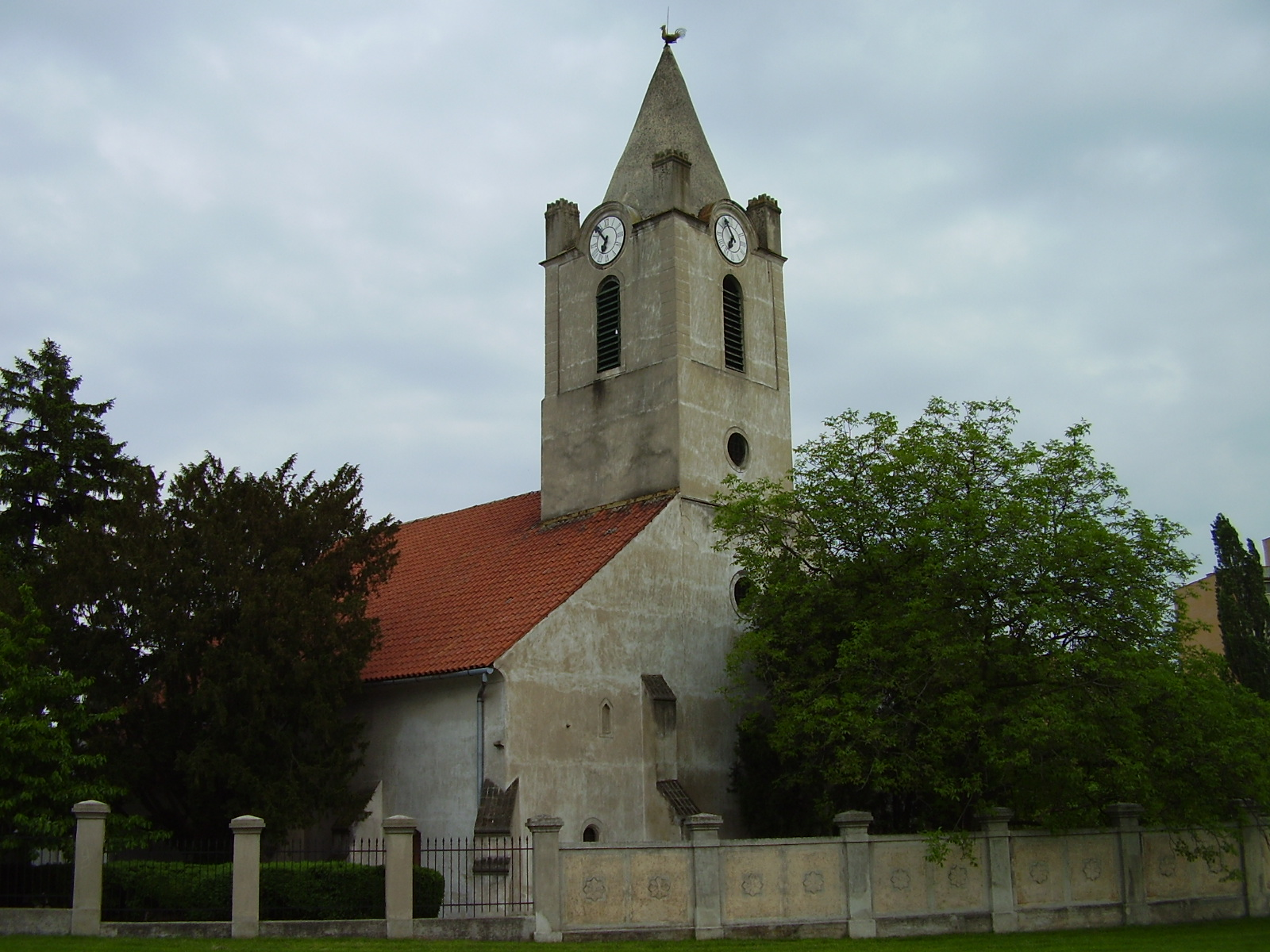
A somorjai református templom

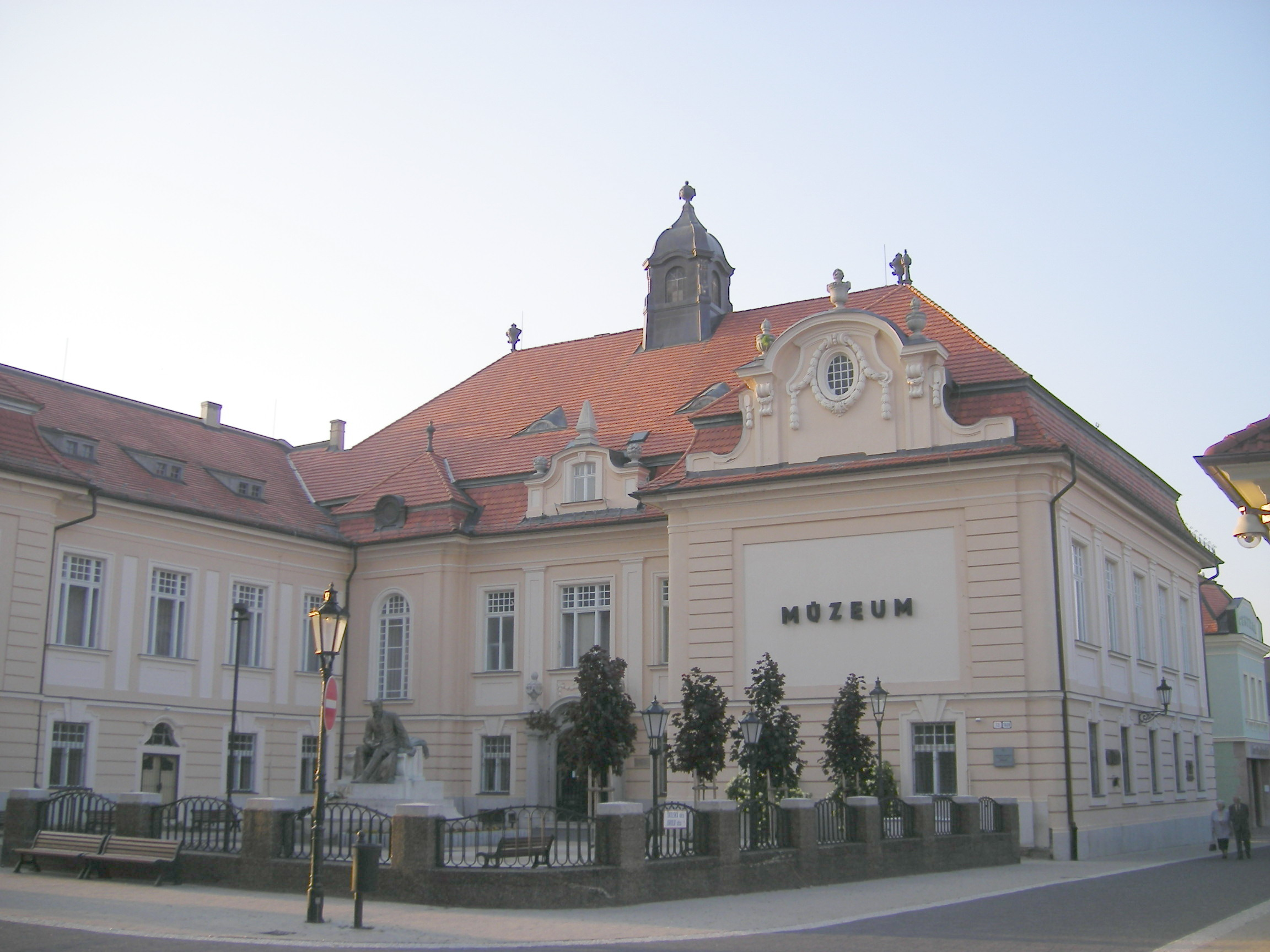
Magyar Kultúra és Duna Mente Múzeuma, Komárom

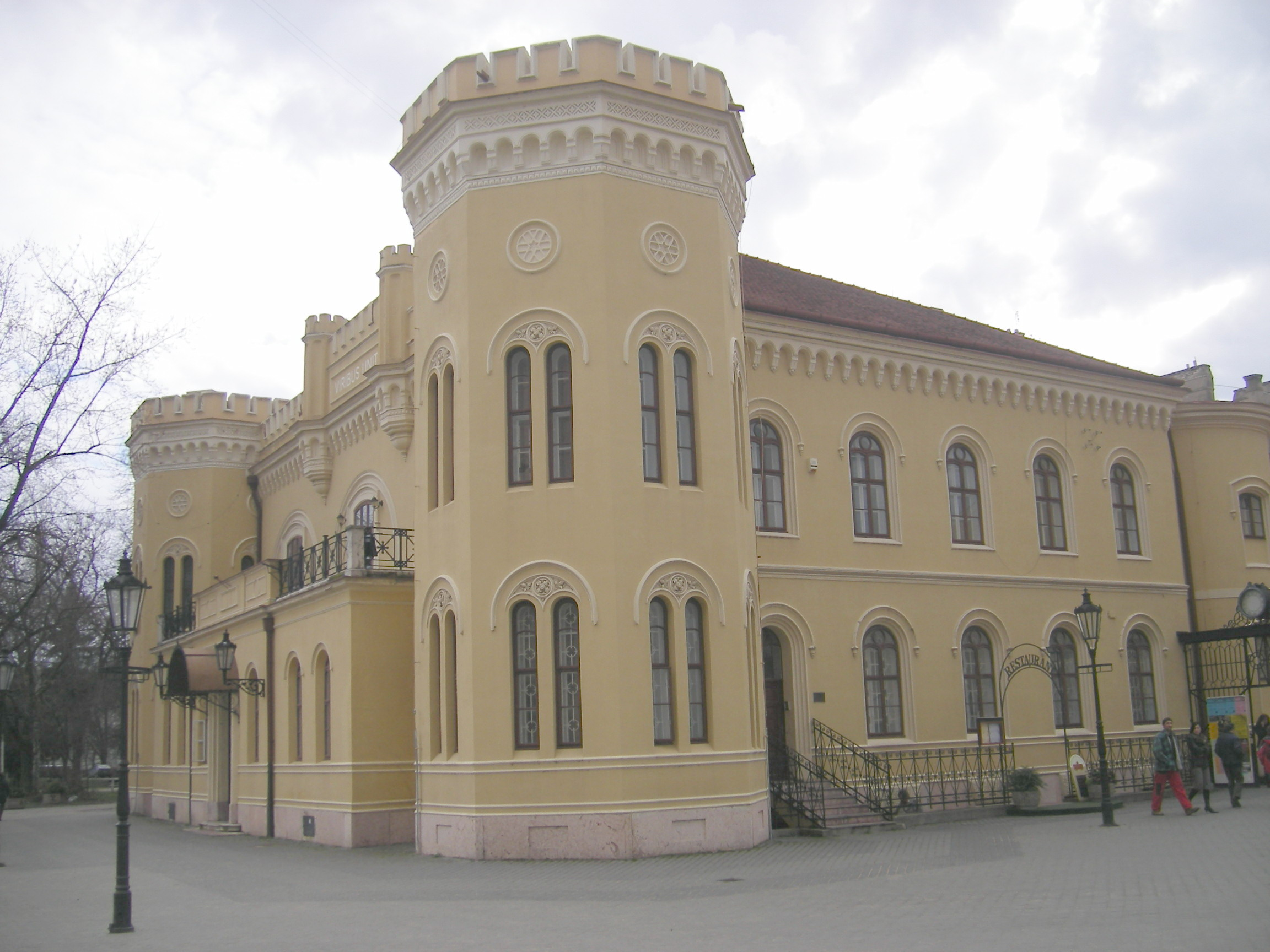
A komáromi magyar nyelvű Selye János Egyetem székháza

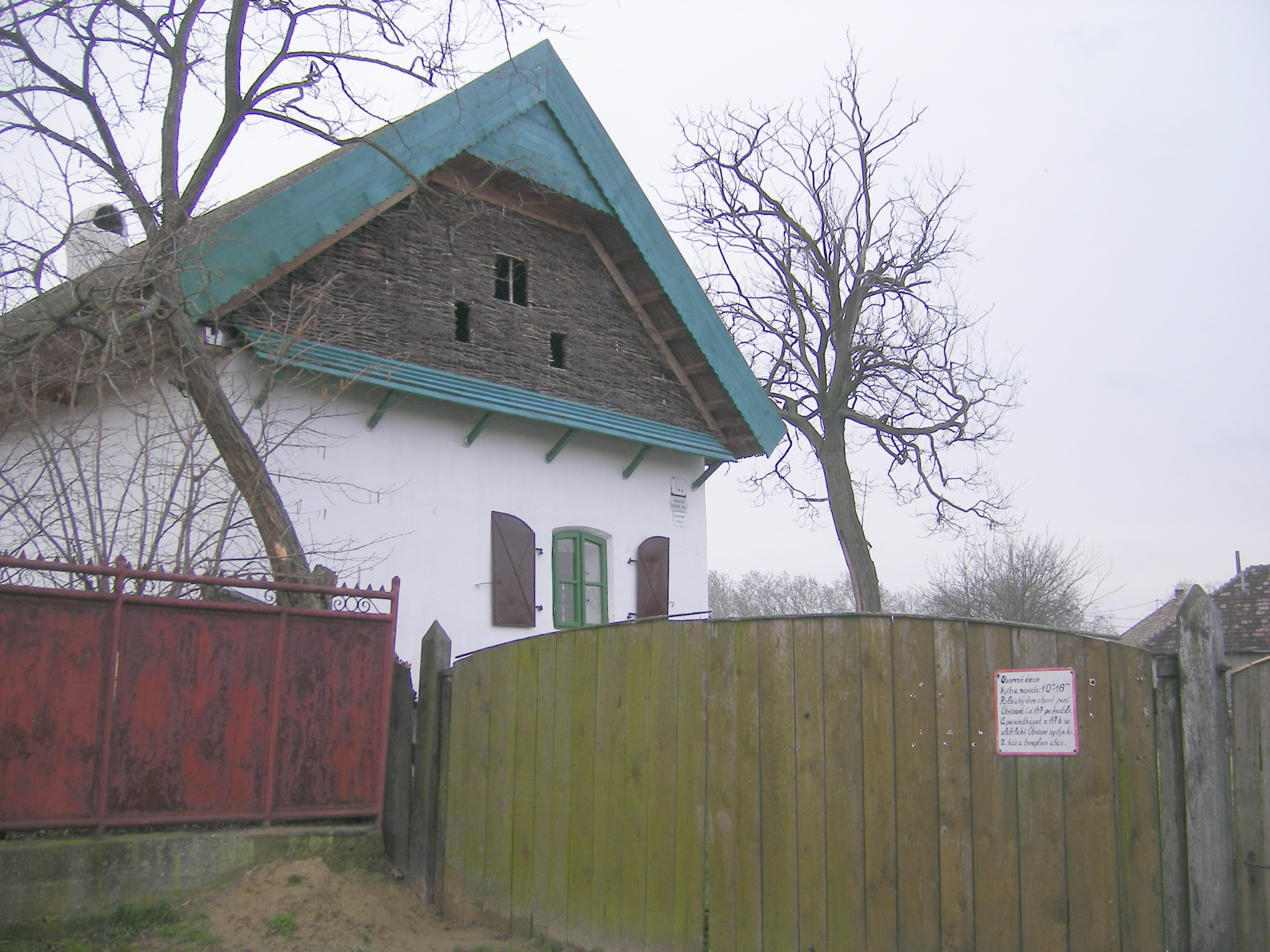
A martosi falumúzeum

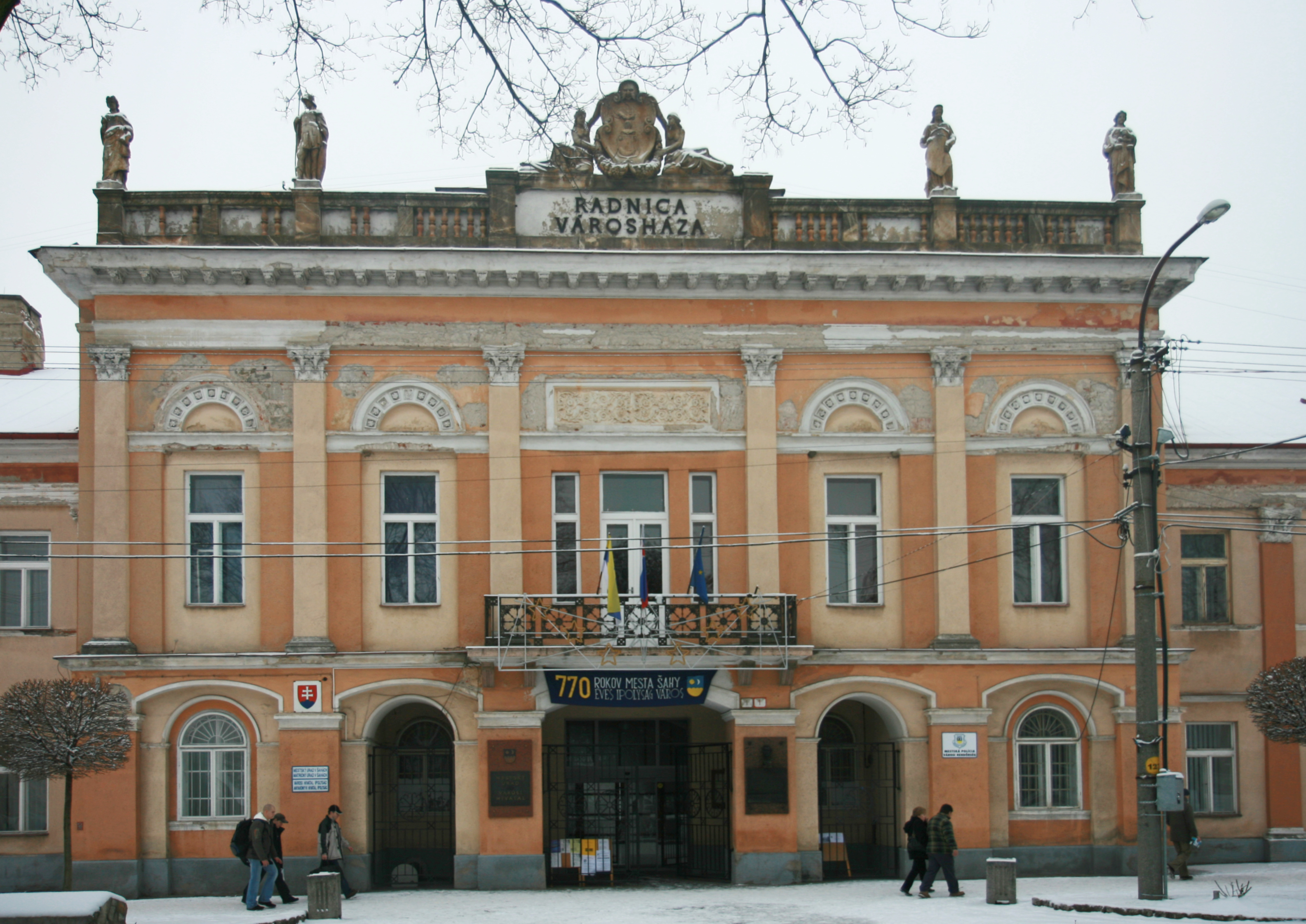
Ipolyság: a városháza

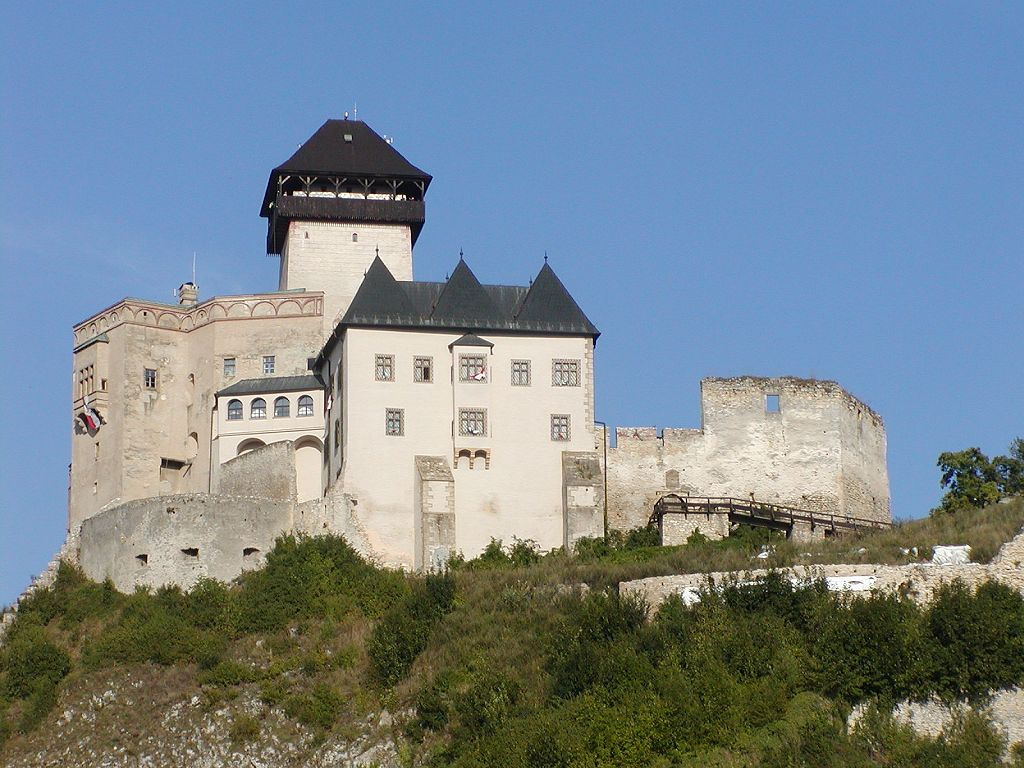
A Trencséni vár

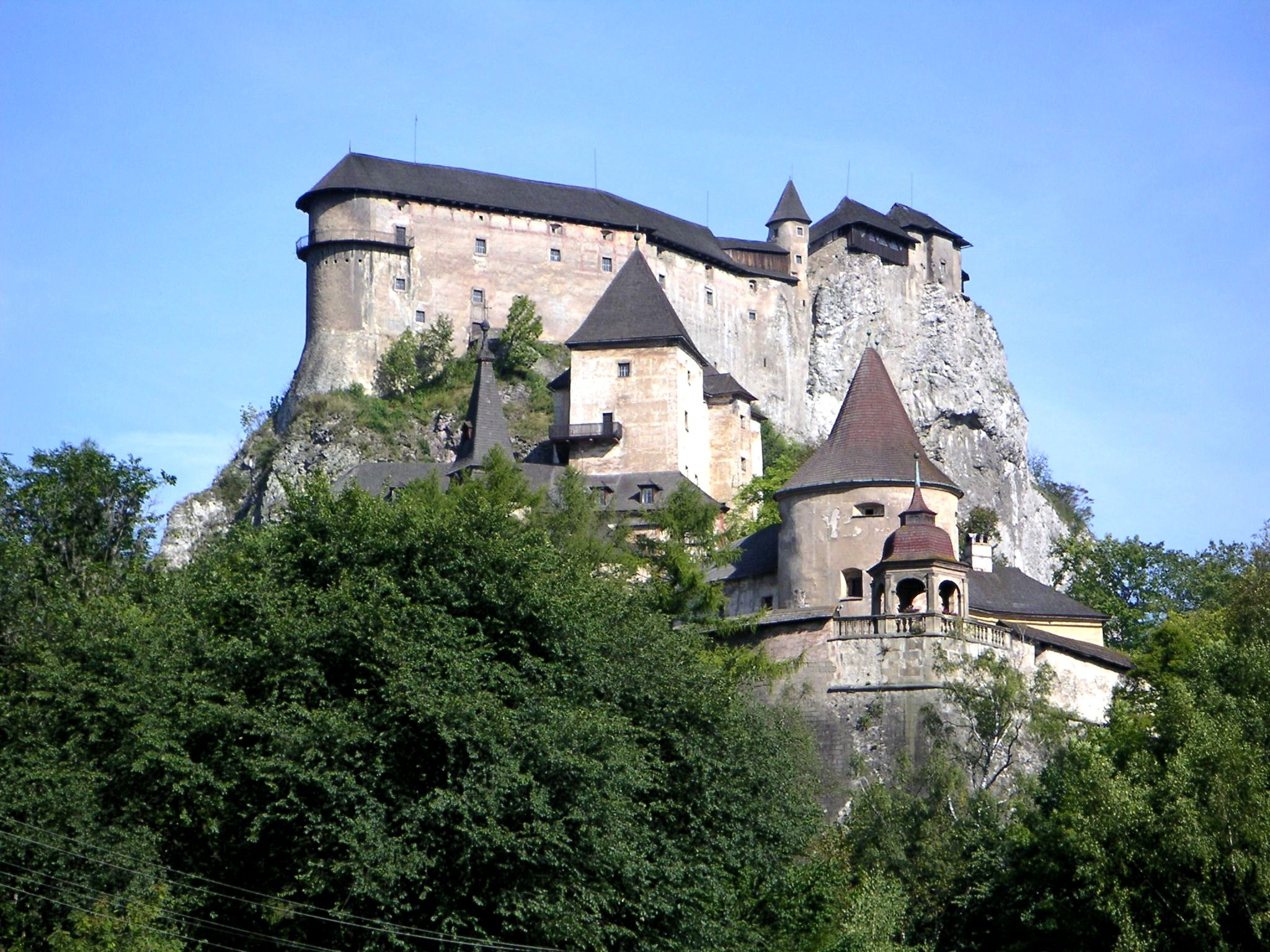
Árva vára

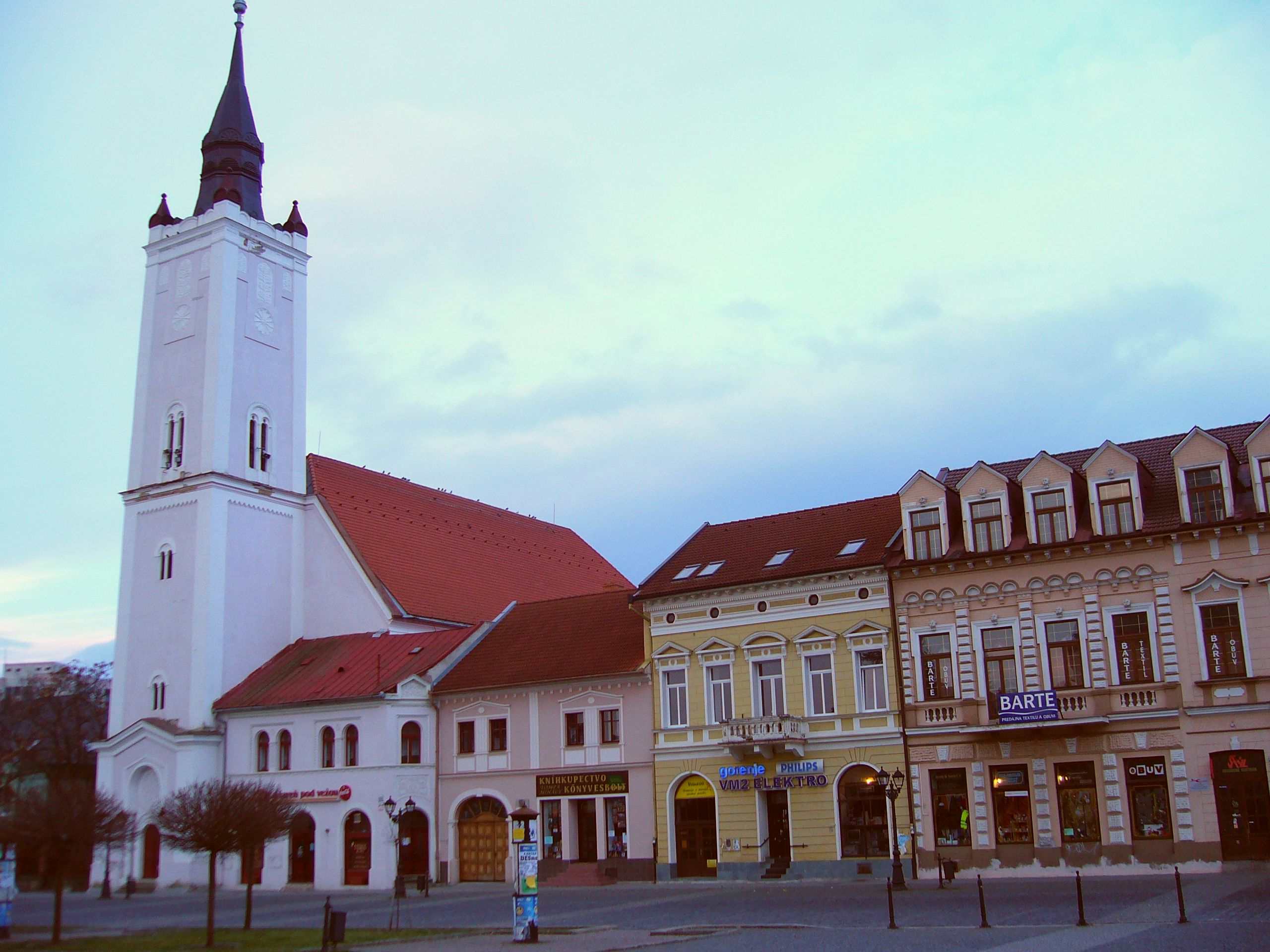
Rimaszombat főtere a református templommal

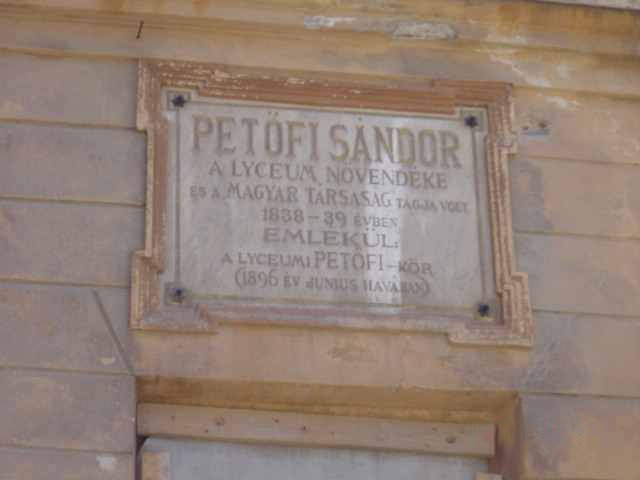
Petőfi-emléktábla a selmecbányai líceum falán

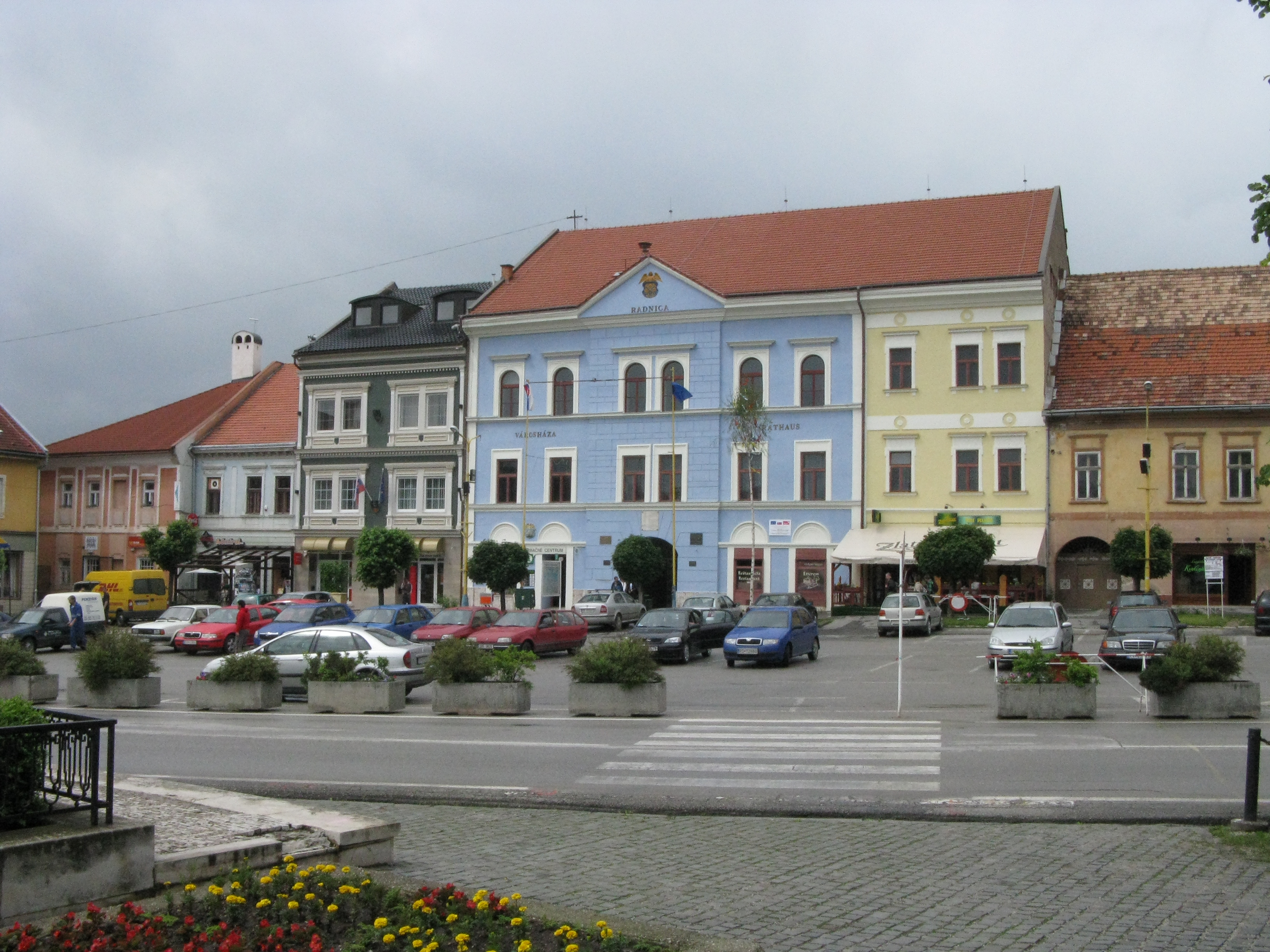
Rozsnyó főtere

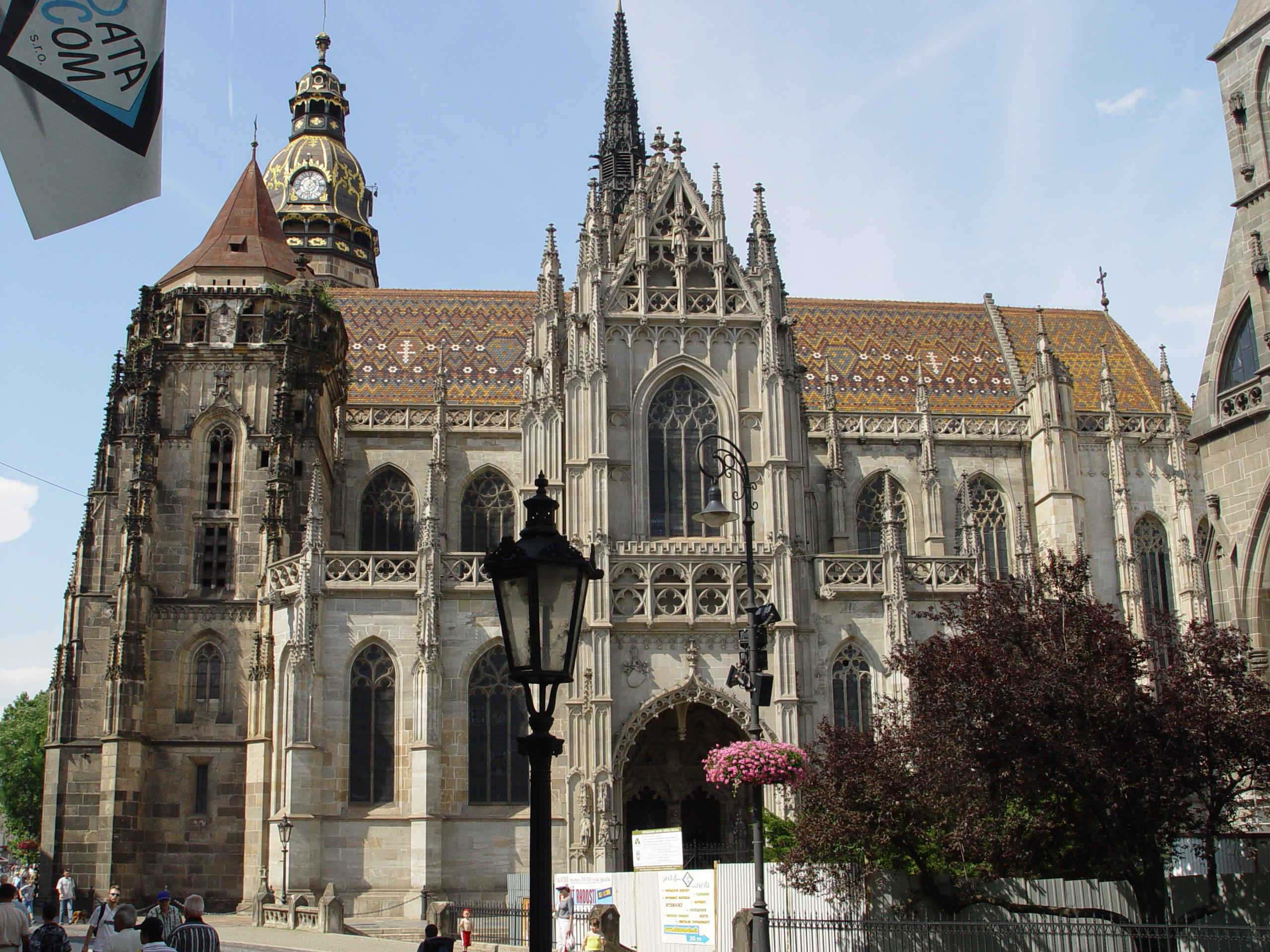
A kassai Szent Erzsébet-dóm

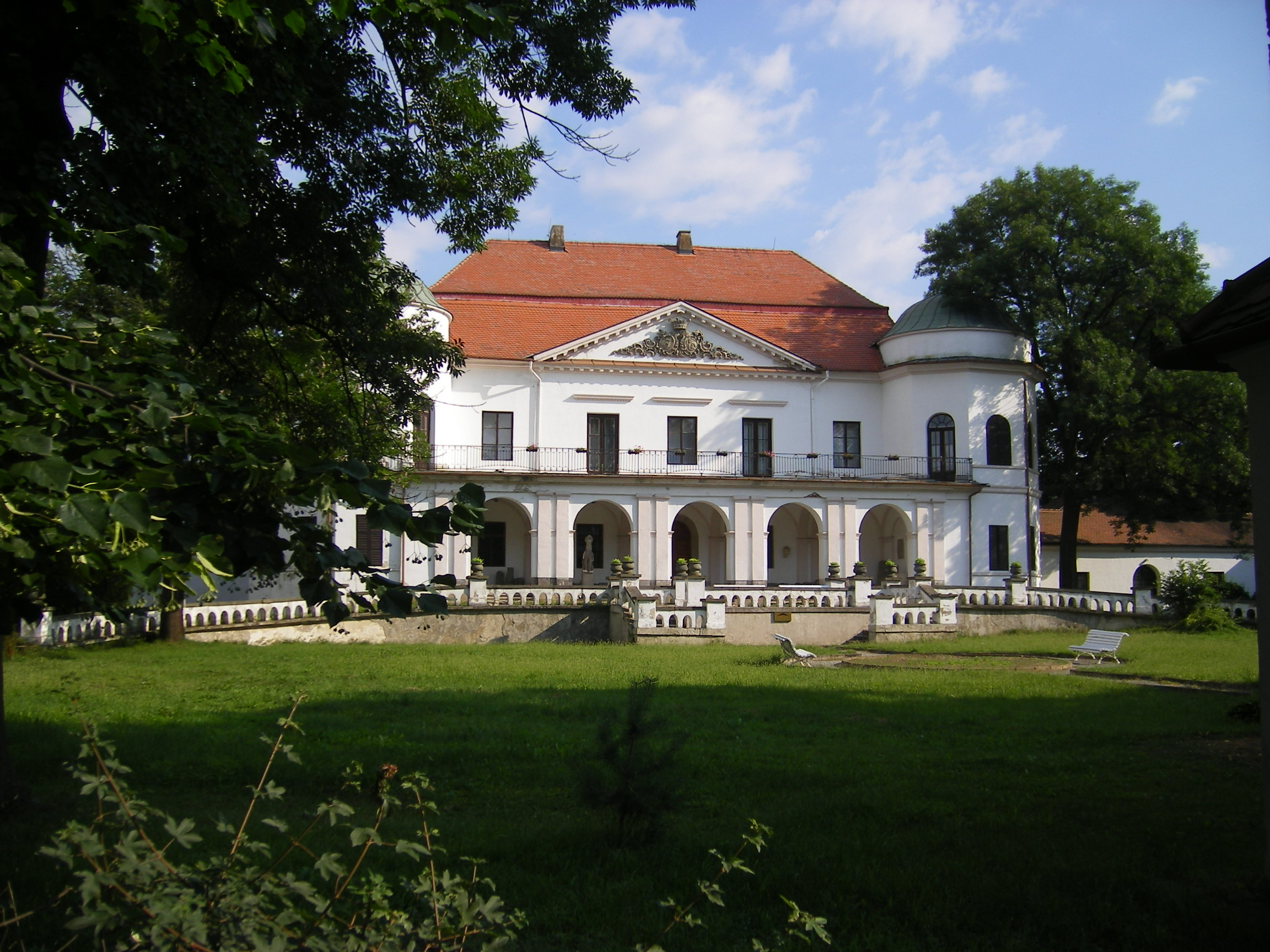
A nagymihályi Sztáray-kastély

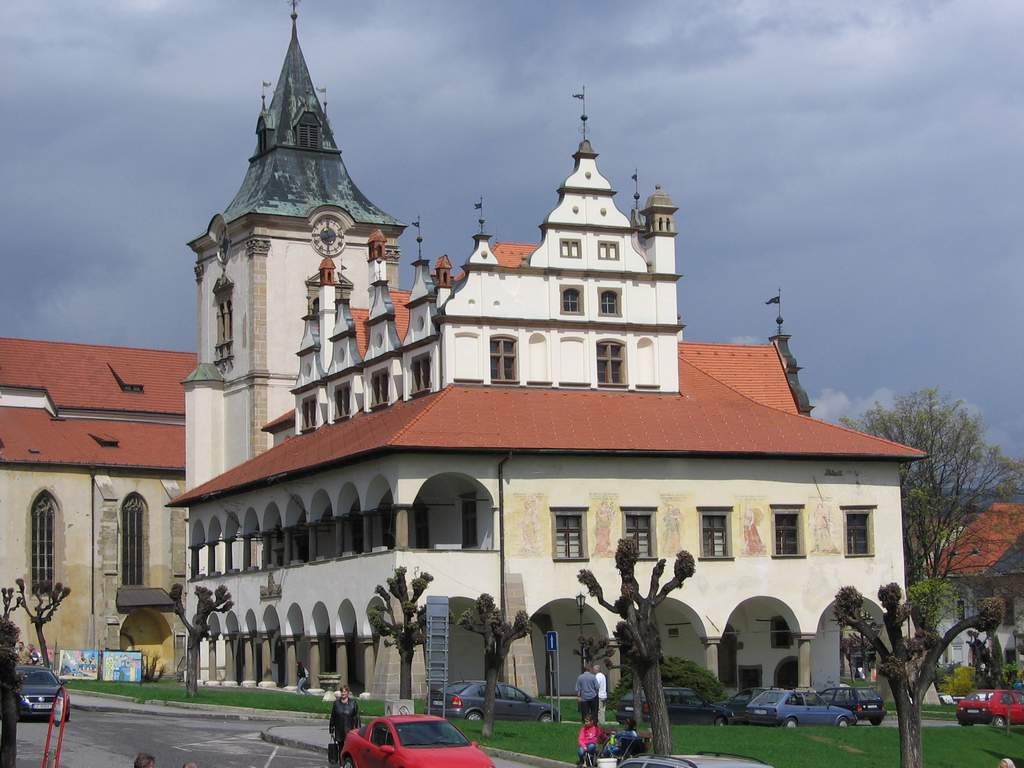
A lőcsei városháza

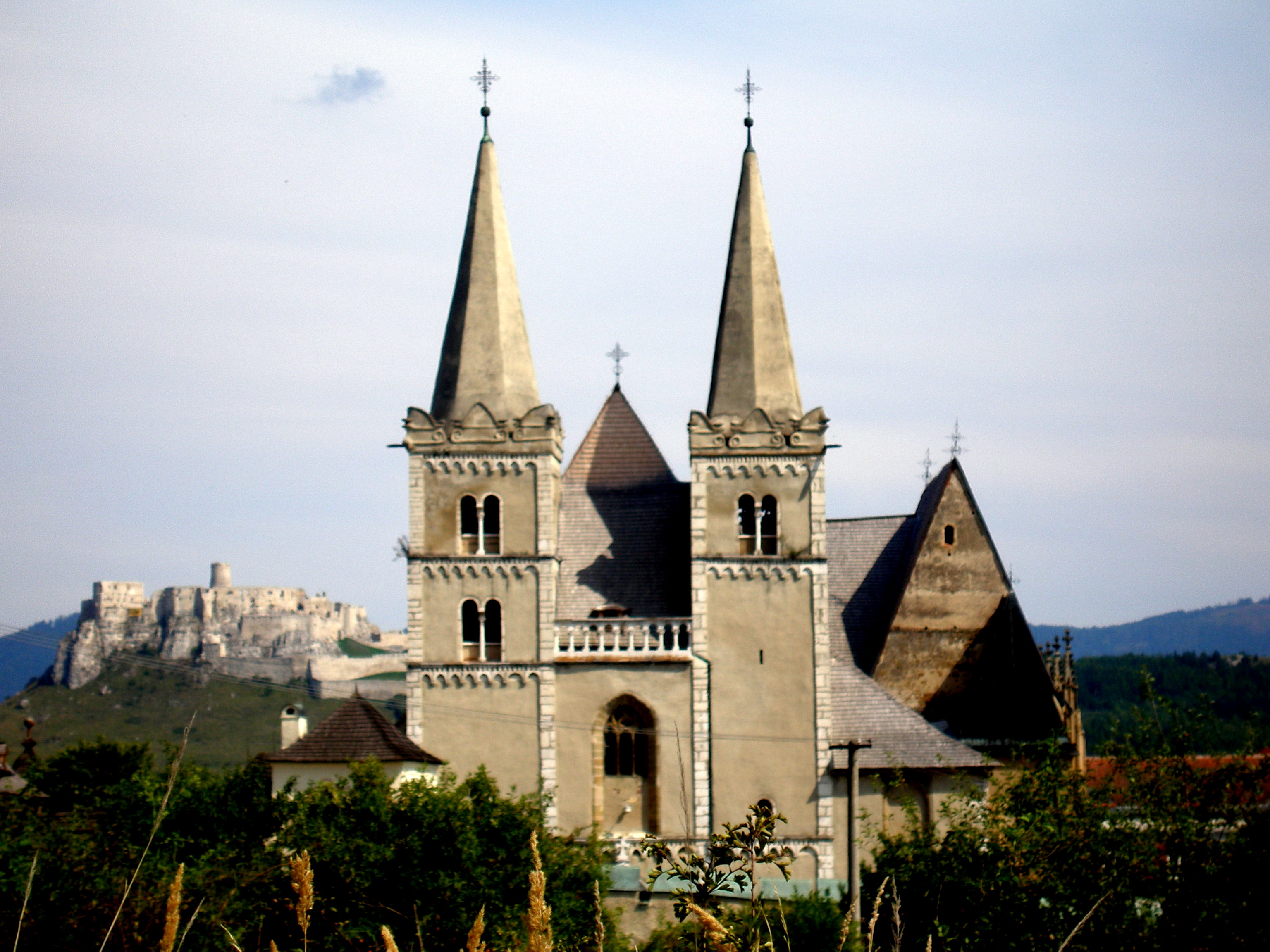
A szepeshelyi Szent Márton-székesegyház a háttérben Szepes várával

### Nyugat-Szlovákia

#### Pozsony

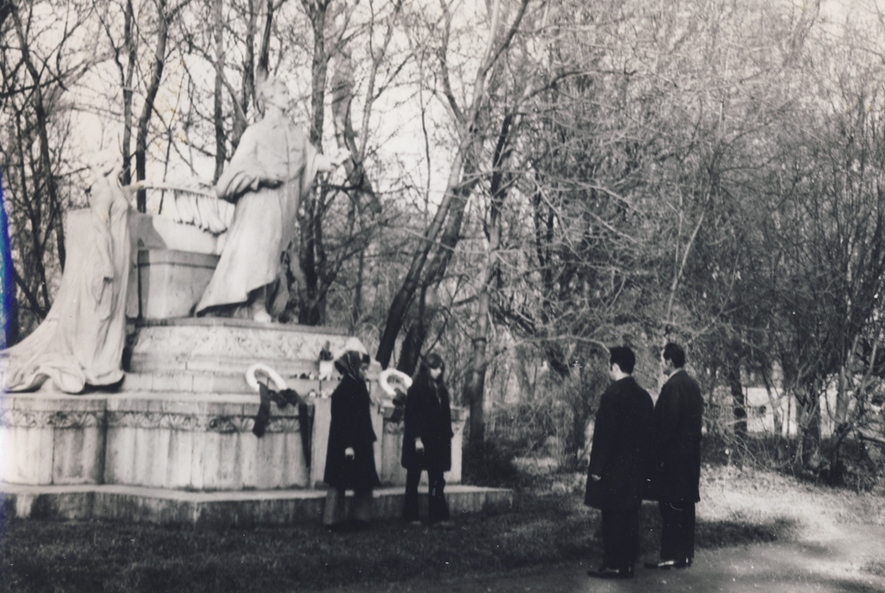
A Petőfi szobor eredeti helyén Pozsonyligetfalun (1956-2002)

- Pozsonyi vár: a vármúzeumban lovagterem, kápolna, képtár 19. századi portrékkal, köztük számos magyaréval (a vármúzeum jelenleg - 2021-ben -COVID miatt zárva)
- Szent Márton-dóm: a Habsburg-házi magyar királyok koronázási temploma. Sírboltjában nyugszik Pázmány Péter érsek és a Pálffy család több tagja.
- Árpád-házi Szent Erzsébet-templom
- Szent László-templom
- Kék templom: 1913-ban szecessziós stílusban építette Lechner Ödön.
- Klarisszák temploma és kolostora: A törökök elől ebbe a templomba menekítették Árpád-házi Szent Margit földi maradványait a mai Margit-szigetről, és valószínűleg a mai napig itt van eltemetve. Az egykori kolostor épületében a 19. századtól katolikus gimnázium működött, egykori diákjai közé tartozott Bartók Béla és Dohnányi Ernő.
- Ferences templom (magyar mise)
- Jezsuita Kollégium: 1626-ban Pázmány Péter alapította.
- Prímási Palota: itt ülésezett a reformkori országgyűlések felsőtáblája és itt iktatták be a Batthyány-kormányt 1848 áprilisában, ma a Szlovák Nemzeti Múzeum egyházművészeti kiállításának ad otthont
- Egyetemi Könyvtár (egykor Magyar Királyi Kamara), az épület oromzatán magyar címer, itt ülésezett a reformkori országgyűlések alsótáblája
- Pálffy-palota: ma városi képtár részben magyar emlékekkel, korábban vármegyeháza, ahol Széchenyi István híres felajánlásával 1825-ben megalapította a Magyar Tudományos Akadémiát
- Grassalkovich-kastély: ma a szlovák köztársasági elnök rezidenciája
- Academia Istropolitana: a Mátyás király alatt működő pozsonyi egyetem reneszánsz épülete, ma a Szlovák Előadó-művészeti Akadémia otthona
- Erdődy-palota, Keglevich-palota, Zichy-palota
- Esterházy-palota: ma a Szlovák Nemzeti Galéria otthona
- Vízikaszárnya: a Szlovák Nemzeti Galéria gótikus és barokk kiállítása
- Szent Mihály-kapu és torony történelmi kiállítással
- Régi Városháza - várostörténeti múzeum számos magyar emlékkel
- Szlovák Nemzeti Színház régi épülete (eredetileg Városi Színház) homlokzatán Katona József és Liszt Ferenc szobra
- Pozsonyi Casino (Nester-ház): a pozsonyi magyarok kulturális központja[2]
- A Szlovákiai Magyar Kultúra Múzeuma (Brämer-kúria): a felvidéki magyarság történelmét, anyagi és szellemi kultúráját bemutató kiállítás.
- Petőfi Sándor szobra a Medikus Kertben
- Liszt Ferenc-szobor
- Evangelikus temető: Rázga Pál és báró Jeszenák János 1849-es vértanúk síremléke
- Dévény vára (Pozsony külvárosában)

#### Nagyszombat és környéke
- Nagyszombat: A város évszázadokon át a magyar katolikus egyház központja és a jezsuita egyetem székhelye volt. Építészeti emlékei a magyarországi kora barokk építészet fellegvárává emelik. Szent Miklós plébániatemplom, érseki palota, gimnázium, egyetem, egyetemi templom, városháza, ferences templom, klarisszák temploma, irgalmasok Szent Ilona temploma, Orsolya-nővérek temploma, trinitáriusok temploma, pálosok Szent József temploma, püspöki székesegyház.
- Galánta: régi és új Esterházy-kastély, Kodály Zoltán szobra
- Vágsellye: reneszánsz várkastély, skanzen

#### Érsekújvár és környéke
- Érsekújvár: Fő tér a plébániatemplommal és a Szentháromság szoborral, ferences templom Bercsényi Miklós és P. Bartalos Lajos Engelbert emléktáblájával, kálvária, a török uralom alóli felszabadulás emlékműve, Czuczor Gergely, Széchényi György és Kassák Lajos szobra
- Udvard: A kitelepített magyarok emlékműve, Kálvária
- Csúz: Csúzy-kastély, panoptikum

#### Csallóköz
- Dunaszerdahely: katolikus templom, Csallóközi Múzeum, Kortárs Magyar Galéria, Art-Ma Galéria, Makovecz Imre organikus épületei, az 1848–49-es szabadságharc emlékműve, Szent István király, Bihari János és Vámbéry Ármin szobra, a második világháború áldozatainak szoborparkja, a diktatúrák áldozatainak emlékműve, az 1956-os forradalom emlékműve.
- Bős: Amadé-várkastély, tájház
- Csallóközcsütörtök: Szent Jakab-templom
- Somorja: Honismereti ház, református templom
- Nemesgomba: katolikus templom, Nagy- és Kiskastély
- Gelle: katolikus templom
- Nagyszarva: Illésházy-kastély és parkja, katolikus templom
- Gutor: román stílusú katolikus templom, népi parasztházak
- Szentmihályfa: katolikus templom középkori freskókkal
- Kismácséd: katolikus templom
- Nyékvárkony: Szent Jakab-templom
- Deáki: katolikus templom
- Alistál: Szent Márton-templom, tájház

#### Komárom és környéke
- Komárom
  - Komáromi vár (Ó- és Újvár)
  - Szent András-bazilika, bencés rendház, Katonatemplom
  - református templom és református kollégium
  - evangélikus templom
  - Városháza
  - Magyar Kultúra és Duna Mente Múzeuma
  - Selye János Egyetem - a szlovákiai magyarok önálló egyeteme a volt Tiszti Pavilon épületében
  - Komáromi Jókai Színház
  - Európa Udvar (volt Zichy-palota): II. András király szobra, Medgyaszay István emléktáblája, Országalma-szökőkút
  - Vármegyeháza, Vigadó, Ghyczy-kúria
  - Szobrok: Klapka György tábornok, Jókai Mór, Lehár Ferenc, Csokonai Vitéz Mihály és Kaszás Attila szobra, V. László és Selye János mellszobra, az aradi vértanúk emlékműve, a meghurcoltak emlékműve
  - Lehár-park (a zeneszerző szülőházának helyén)
  - Komáromi temetők
- martos: református templom, katolikus kápolna, Feszty Árpád művelődési park Feszty Árpád mellszobrával, Turul amfiteátrum, millenniumi emlékmű, a falu alapításának emlékműve, falumúzeum
- Ógyalla: Szent László templom, Feszty-kastély, Jókai Mór szobra, Konkoly Thege Miklós síremléke, Asztalos-kúria (ma magyar iskola)
- Lakszakállas: református templom

#### Párkánykörnyéke
- Bény: egy vizesárokkal körülvett várfalon belül található a 12. századból származó, román stílusban épült katolikus templom (kulcs a plébánián). A templomban középkori freskók láthatók.
- Kőhídgyarmat: Szent István szobra
- Bart: falusi vendéglátás régi parasztházakban a Garam folyó mentén
- Kéménd: népi építészet, élő magyar népviselet

### Lévaés környéke
- Léva: A lévai várat a 12. században építették. A vár kapitánya 1558-ban Dobó István lett, aki a ma is álló reneszánsz várkastélyt építtette (Dobó-kastély). A várban múzeum működik. A kisvárudvarban egy körtemplom és ágyúk találhatók, valamint az 1848-as magyar várőrség zászlaja.
- Ipolyság: jezsuita kolostor, városháza (egykori vármegyeháza), Honti Múzeum és Simonyi Lajos Galéria
- Palást: A templom alatti tájjellegű múzeum a régi iskola épületében palóc néprajzi és egyháztörténeti kiállítással, felújított Palásthy kastély-iskola, Ivánka kúria-cserkészotthon, katolikus templom, népi lakóházak.

#### Nyitra és környéke
- Nyitra:
- Nyitraújlak: katolikus templom a Forgách és Esterházy család sírboltjával. A sírkertben Esterházy János sírkeresztje.
- Aranyosmarót: vármegyeháza, a régi temetőben Simkovith János és neje sírkertje, a március 15-i Nyitra-vidéki megemlékezések rendszeres ünnepi helyszíne
- Taszármalonya: Ambrózy-kastély és arborétum
- Zoboralja:
  - Kolon: katolikus templom, tájház
  - Gímes: Forgách-kastély
  - Lédec: tájház (kulcs a polgármesteri hivatalban)
  - Gímeskosztolány: Gímes (Ghymes) vára

#### Trencsén és környéke
- Trencsén: A trencséni vár a Felvidék egyik legnagyobb vára, amely a 11. század óta áll. Számos alkalommal sikerrel tartóztatta fel a Magyarországra támadó cseheket és morvákat. A tatárok sem tudták bevenni. Csák Máté kiskirály tartományi székhelye volt, később birtokosai között voltak a Hunyadiak és a Szapolyaiak. 1377-ben itt tartották Mária királynő és Luxemburgi Zsigmond esküvőjét. 1622-ben itt őrizték 3 hónapig a Szent Koronát. 1708. augusztus 3-án falai alatt zajlott a trencséni csata. A várban ma történelmi kiállítás látható.
- Vágegyháza-Alsózáros - felújított honvédemlékmű a vágegyházi (kosztolnai) csata emlékére a falu templomával szemben.
- Beckó: vár, Mednyánszky-kúria
- Vöröskő vára
- Illavai vár

### Közép-Szlovákia

#### Losonc és környéke
- Losonc: református templom (Ybl Miklós tervezte), Vigadó, Szilassy-kastély, Kármán József-emlékmű, Petőfi-emléktábla, református temető (a városi köztemető rohamosan pusztuló része) Ráday Pál és Kármán József sírjával

- Fülek: vár, ferences templom, városháza
- Alsósztregova – Madách-kastély, Madách Imre sírja
- Ipolybalog - a Szent Korona másolata a római katolikus templomban
- Mikszáthfalva – Mikszáth Kálmán-emlékház
- Nagykürtös: reneszánsz kastély
- Csábrágvarbók: vár
- Kékkő: vár

#### Zsolnakörnyéke
- Árvaváralja: Árva várát a 13. század emelték, mai alakját a 17. században Thurzó György építkezései után nyerte el. A vár Árva vármegye főispánjainak birtoka volt. A Rákóczi-szabadságharc alatt a kuruc sereg egyik szép diadala volt a vár bevétele.
- Sztrecsnó vára
- Szklabinya vára
- Blatnica vára
- Mosóc: Révay-kastély
- Necpál: Justh-kastély, Lahner György aradi vértanú emlékoszlopa
- Znió vára

#### Rimaszombat és környéke
- Rimaszombat: katolikus templom, református templom Ferenczy István szobrászművész sírjával, egykori vármegyeháza, új megyeháza, városháza, Gömöri Múzeum, régi gimnázium, Tompa Mihály szobra, Huszth-ház Petőfi emlékszobával
- Somoskő vára
- Murányalja: Murány vára
- Bajmóc vára
- Tornalja: református templom
- Jolsva: várrom, Koháry-kastély, városháza, Redut
- Felsővály: református templom
- Gömörrákos: katolikus templom

#### Besztercebányakörnyéke
- Zólyom: vár történelmi kiállítással, Balassi Bálint emléktáblája, Szent Erzsébet-templom, minden évben várjátékok.

#### Selmecbánya és környéke
- Selmecbánya: Óvár (48-as emlékmű, múzeum), evangélikus líceum Petőfi-emléktáblával, Kerpely Antal sírja
- Hodrusbánya: Honvédemlékmű
- Körmöcbánya vára
- Garamszentbenedeki apátság

### Kelet-Szlovákia

#### Rozsnyó és környéke

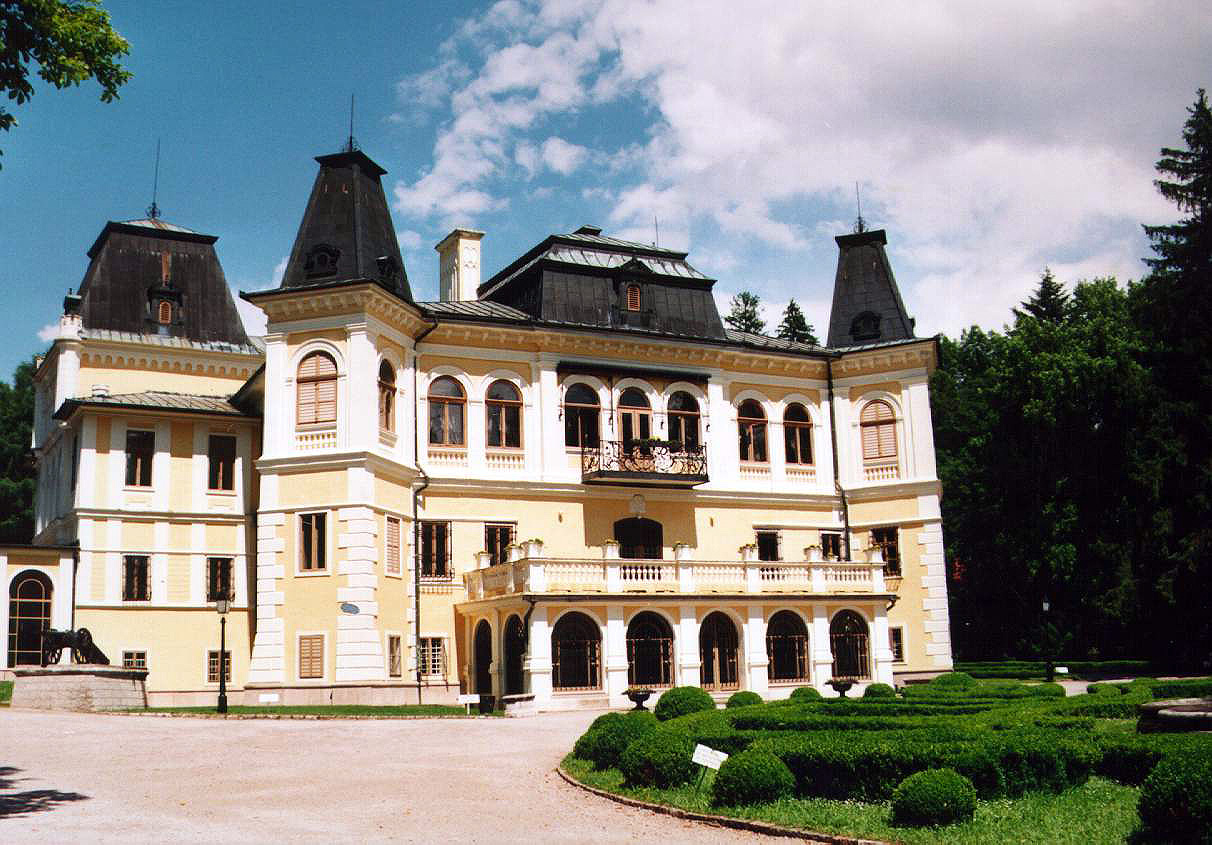
A betléri Andrássy kastély

- Rozsnyó: középkori városközpont, székesegyház, Diák-templom, püspöki palota, ferencesek temploma, gimnázium, Kossuth-szobor
- Betlér és Krasznahorkaváralja: A Felvidék legnépszerűbb magyar emlékei a betléri Andrássy-kastély és a szomszédos krasznahorkai vár. Évente mintegy 200 ezer turista fordul meg itt. Az Europa Nostra-díjjal kitüntetett kastély és a vár ma múzeum. A kastélyban 17-19. századi festmény-, kerámia-, porcelán- és bútorgyűjtemény található, a vár termeiben pedig egykori fegyverek, bútorok és mindennapi eszközök, illetve az Andrássy Képtár tekinthetők meg. A vár kriptája és kápolnája, valamint a vár melletti mauzóleum az Andrássy család tagjainak nyughelye. A vár mellett a régi pesti Lánchíd egyik láncszeme is látható, ugyanis 1846-ban a közeli vasgyárban készültek a hídalkatrészek.
- Dobsina: az 1945-ben meggyilkolt magyarok és németek emléktáblája
- Berzéte: vár, református templom
- Csetnek: várkastély, katolikus templom, városháza, a Szontágh, Sárkány és Sebők családok kúriái.

#### Kassa és környéke
- Kassa
  - A Szent Erzsébet-dóm Európa egyik legszebb gótikus székesegyháza. A 15. században épült templomot 1896-ban Steindl Imre tervei szerint restaurálták és kriptával bővítették. Itt nyugszik II. Rákóczi Ferenc, Bercsényi Miklós, Zrínyi Ilona és a Rákóczi-szabadságharc több vezetője, a templom ezért a magyarság egyik nemzeti zarándokhelye.
  - Jakab-palota
  - Domonkos templom, Ferences templom
  - Rodostói-ház (Rákóczi utolsó házának pontos képmása)
- Jászó: premontrei templom és kolostor, jászói vár
- Torna: A falu mellett állnak Torna várának romjai. A várrom közelében található a reneszánsz Keglevich-várkastély. A falunak 14. századi gótikus temploma van korabeli freskókkal.
- Csécs: református templom
- Tőketerebes: Andrássy-kastély és -mauzóleum
- Borsi: Rákóczi-várkastély
- Nagytoronya: református templom

#### Zemplén
- Nagymihály: Sztáray-kastély és múzeum
- Dobóruszka: katolikus templom Dobó István, az egri várvédő sírjával

#### Eperjes és környéke
- Eperjes
  - Szlovákiai opálbányák: a világ legősibb opálbányája[3] Az opálbányák Samuel Johann Nepomuk Goldschmidt bérlete alatt élték fénykorukat. A bányaművek jelenleg látogathatóak a nyilvánosság által.
  - A Rákóczi-házban kötötte meg 1633-ban I. Rákóczi György a császár követeivel az eperjesi egyezményt
  - Petőfi Sándor, Tompa Mihály és Kerényi Frigyes költői versenyének emlékoszlopa a Vílec-dombon, Borkút (szlovákul is ez a neve) városrészben
- Toporc: Görgey-kastély (Görgey Artúr honvédtábornok szülőháza), Görgey-sírkert a temetőben
- Görgő: kastély és kastélypark. A Görgeyek emlékoszlopa, akik 1918 decemberében Zsolnánál hetekig tartották fel a többszörös túlerőben lévő cseh légiókat.
- Branyiszkó: a Branyiszkói-hágó bevételénél elesett magyar honvédek síremléke
- Márkusfalva: reneszánsz kastély történelmi bútorkiállítással. Dardanely nyári lak rokokó építmény. A falu feletti dombon várrom.

#### Lőcse és környéke
- Lőcse: Itt játszódik Jókai Mór A lőcsei fehér asszony és Mikszáth Kálmán A fekete város című regénye. A gótikus stílusú Szent Jakab-templom a történelmi Magyarország egyik legszebb temploma volt. Főoltára Lőcsei Pál mester alkotása a világ egyik legszebb és legnagyobb szárnyasoltára. A Thurzó-kápolnában a Thurzó család síremlékei sorakoznak.
A 15. századi városháza végleges formáját 1895-ben Schulek Frigyes tervei alapján nyerte el.
- Szepesváralja, Szepeshely és Zsigra (a világörökség részei):
  - A szepesi vár Európa egyik legnagyobb vára. Falai közt lakott Hunyadi László és a Báthoryak, utolsó urai a Csákyak voltak.
  - Szepeshely Magyarországon egyetlen egyházi városa volt, amelynek egyetlen utcája a kanonoksor, mellette a püspöki palotával, a klasszicista stílusú kolostorral és a gótikus Szent Márton-székesegyházzal. A város 1776 óta püspöki székhely. Ötszögű tornyokkal megerősített 17. századi védőfalai ma is teljes épségben állnak. A székesegyházban láthatók a Szapolyai család síremlékei. A templomnak 15. századi freskói, táblaképei vannak. Károly Róbert megkoronázását ábrázoló freskója 14. századi.
  - A zsigrai Szentlélek-templomban Szent Lászlót ábrázoló középkori freskók vannak.
- Csütörtökhely: Szent László-templom és Szapolyai-kápolna (az egykori magyarországi gótika egyik legtökéletesebb alkotása), helyreállítását Alpár Ignác végezte.

#### Bártfa és környéke
- Bártfa: Városháza, Szent Egyed-templom (Steindl Imre építette újjá)
- Margonya: A Dessewffy család mauzóleuma Dessewffy Arisztid honvédtábornok, aradi vértanú síremlékével. Minden év március 15-én és október 6-án a szlovákiai magyarok egyik zarándokhelye.

#### Késmárk és környéke
- Késmárk: A 15. században épült késmárki vár a Thököly család birtoka volt. A gótikus várkápolnában láthatóak a Thökölyek sírjai. Késmárkon született Thököly Imre, akinek sírja az új evangélikus templomban látható palástjával és zászlóival.
- Szepesbéla: Petzval József emlékmúzeuma, Mednyánszky-kastély a nagyőri városrészben Mednyánszky László-képtárral

## Látnivalók téma szerint

### Néphagyományok, népművészet
Vágsellye, Bős, Gutor, Alistál, Bart, Kéménd, Palást, Kolon, Lédec

### Múzeumok, kiállítóhelyek

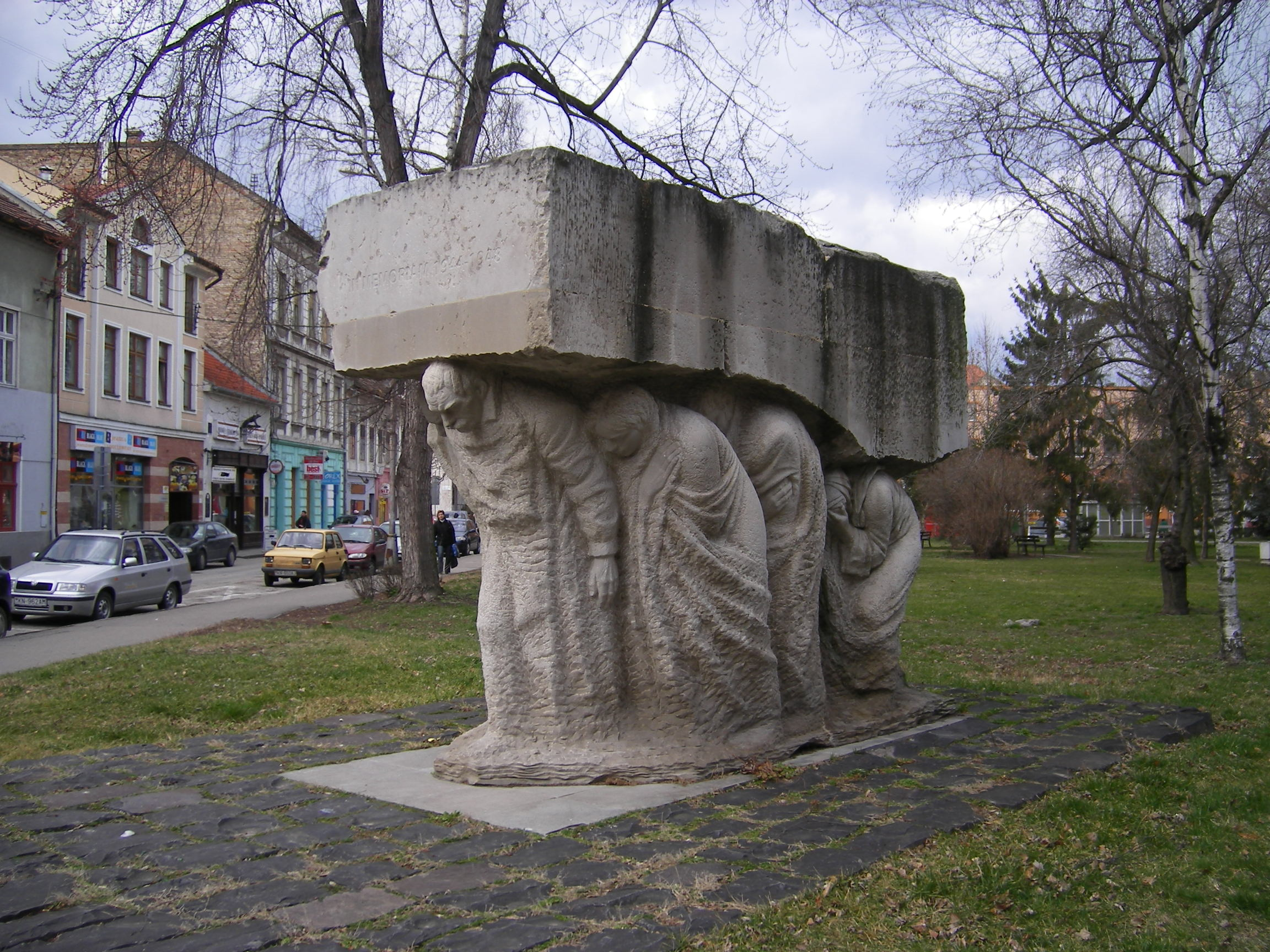
A Meghurcoltak emlékműve az 1945 után kitelepítetteknek állít emléket Komáromban

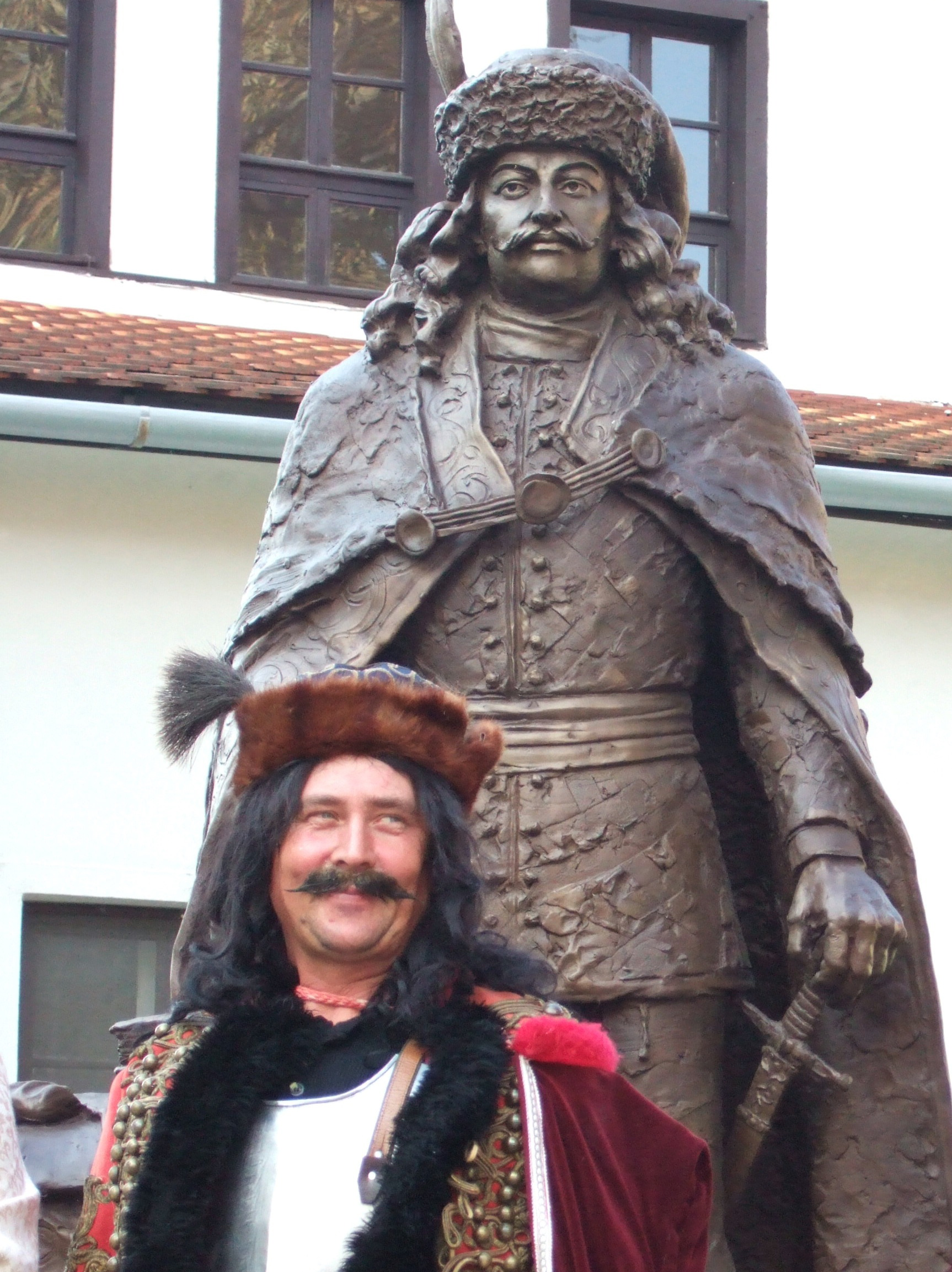
II. Rákóczi Ferenc szobra Kassán

Pozsony, Dunaszerdahely, Somorja, martos, Palást, Kassa, Ipolybalog, Mikszáthfalva, Alsósztregova, Rimaszombat, Zólyom, Szepesbéla

### Műemlékek

#### Templomok
Pozsony, Nagyszombat, Érsekújvár, Dunaszerdahely, Csallóközcsütörtök, Somorja, Nemesgomba, Gelle, Nagyszarva, Gutor, Szentmihályfa, Kismácséd, Nyékvárkony, Deáki, Alistál, Komárom, martos, Ógyalla, Lakszakállas, Bény, Ipolyság, Nyitraújlak, Kolon, Losonc, Fülek, Tornalja, Felsővály, Gömörrákos, Zólyom, Garamszentbenedeki apátság, Nagyjeszen, Rozsnyó, Berzéte, Csetnek, Kassa, Jászó, Torna, Csécs, Nagytoronya, Lőcse, Szepeshely, Zsigra, Csütörtökhely, Bártfa, Késmárk, Dobóruszka

#### Várak, erődök
Pozsony, Dévény, Vágsellye, Bős, Komárom, Léva, Gímeskosztolány, Trencsén, Beckó, Vöröskő, Illava, Fülek, Árva vára, Sztrecsnó, Szklabinya, Blatnyica, Znió, Somoskő, Murányalja, Bajmóc, Jolsva, Zólyom, Körmöcbánya, Krasznahorkaváralja, Berzéte, Csetnek, Torna, Borsi, Márkusfalva, szepesi vár, Késmárk, Csábrág

#### Történelmi központok
Pozsony, Nagyszombat, Érsekújvár, Komárom, Ipolyság, Aranyosmarót, Losonc, Rimaszombat, Jolsva, Rozsnyó, Csetnek, Kassa, Eperjes, Lőcse, Szepeshely, Bártfa

#### Kastélyok
Galánta, Nemesgomba, Nagyszarva, Ógyalla, Palást, Taszármalonya, Gímes, Beckó, Mosóc, Necpál, Nagykürtös, Alsósztregova, Jolsva, Betlér, Csetnek, Jászó, Torna, Tőketerebes, Toporc, Görgő, Márkusfalva, Nagyőr, Nagymihály

#### Köztéri szobrok, emlékművek és emléktáblák
Galánta, Érsekújvár, Udvard, Dunaszerdahely, Komárom, martos, Ógyalla, Kőhídgyarmat, Nyitraújlak, Vágegyháza-Alsózáros, Rimaszombat, Zólyom, Selmecbánya, Hodrusbánya, Rozsnyó, Krasznahorkaváralja, Dobsina, Kassa, Eperjes, Görgő, Branyiszkó, Margonya

#### Temetők
Komáromi temetők, Losonc, Toporc

### Történelmi emlékhelyek, bemutatóhelyek
Dobóruszka

### Fesztiválok, kulturális események
Évente ismétlődő események:
- Május - Nagykapos: Ung-vidéki Zenei Napok (magyar-szlovák közös zenei fesztivál)
- Május vége - Galánta: Kodály Napok
- Június eleje - Krasznahorkaváralja: Krasznahorkai Reneszánsz Napok (magyar-szlovák közös történelmi fesztivál)
- Július eleje - Kéménd, Szerelem-sziget: Szikince-Ghymes Fesztivál, magyar hagyományőrző napok
- Július vagy augusztus - Gombaszög: A Gombaszögi Nyári Tábor, népi kirakodóvásár, könnyűzenei előadók
- Augusztus eleje - Várhosszúrét: néptánctábor[4]
- Szeptember harmadik hétvégéje - Királyhelmec: Bodrogközi szüreti ünnepség és kulturális fesztivál
- Október 5. – Alsósztregova: Madách Emléknap
- November második vagy harmadik hétvégéje - Dobóruszka: Dobó István Emléknapok (2008-ban november 8-9)